# Platone
Platone, pseudonimo di Aristocle, figlio di Aristone del demo di Collito e di Perictione (in greco antico: Πλάτων?, Plátōn, pronuncia: [plá.tɔːn]; Atene, 428/427 a.C. – Atene, 348/347 a.C.), è stato un filosofo, scrittore e politico greco antico.
È considerato uno dei personaggi più influenti della storia, essendo colui che, insieme al suo maestro Socrate e al suo allievo Aristotele, ha posto le basi del pensiero filosofico occidentale.

## Biografia

### Le fonti
(Aristotele, Elegia dell'altare, fr. 673 Rose3, v. 16)
Le fonti non offrono un quadro univoco della vita di Platone. Una biografia che, secondo la testimonianza del neoplatonico Simplicio, sarebbe stata redatta dal discepolo Senocrate non ci è pervenuta. Molte notizie ci giungono dallo storico greco Diogene Laerzio (vissuto tra il II e III secolo d.C.), autore di una serie di biografie di filosofi greci (Vite dei filosofi), che si rifà a numerosi testimoni, tra cui Speusippo, Aristotele, Ermodoro, Aristippo, Dicearco, Aristosseno e altri. Altri biografi di Platone, come Olimpiodoro il Giovane (VI secolo d.C.), e una biografia anonima non citano alcuna fonte. Apuleio, nel De Platone et eius dogmate, i cui primi quattro capitoli costituiscono la più antica biografia di Platone pervenutaci, menziona Speusippo (I, 2, 183), il quale, come dice in un unico riferimento anche Diogene Laerzio (III, 1, 2; IV, 1-11), avrebbe scritto un elogio funebre del maestro. Delle autorità citate da Diogene Laerzio, non è possibile dire se alcune tra esse si siano specificatamente dedicate a biografare il maestro. Altre fonti sulla vita di Platone sono: i suoi dialoghi filosofici; gli scritti di Aristotele; una raccolta di tredici lettere di Platone (probabilmente spurie, tranne la VII e l'VIII); un frammento dalla Storia dei filosofi (Syntaxis ton philosophon) e otto frammenti della Storia dell'Accademia, dell'epicureo Filodemo di Gadara (I secolo a.C.), che fanno parte dei papiri di Ercolano; gli anonimi Prolegomena alla filosofia platonica (tradizionalmente attribuiti a Olimpiodoro); la voce della Suda (X secolo) su Platone; la Vita di Dione di Plutarco (I-II secolo d.C.), che comunque si rifà alle Lettere.

### Nascita e origini
|                            |                            |                            |                            | Essecestide *? †?          |                            |                |                |                              |                              |                                    |                                    |                                    |                                    |                                    |                                    |                              |                              |                              |                              |                              |                              |  |  |                                     |                                     |                                     |                                     |                                     |                                     |                                |                     |                     |                     |                     |                     |  |  |  |  |  |  |  |  |  |  |  |  |  |  |  |  |  |  |  |  |  |  |  |  |
|                            |                            |                            |                            |                            |                            |                |                |                              |                              |                                    |                                    |                                    |                                    |                                    |                                    |                              |                              |                              |                              |                              |                              |  |  |                                     |                                     |                                     |                                     |                                     |                                     |                                |                     |                     |                     |                     |                     |  |  |  |  |  |  |  |  |  |  |  |  |  |  |  |  |  |  |  |  |  |  |  |  |
|                            |                            |                            |                            |                            |                            |                |                |                              |                              |                                    |                                    |                                    |                                    |                                    |                                    |                              |                              |                              |                              |                              |                              |  |  |                                     |                                     |                                     |                                     |                                     |                                     |                                |                     |                     |                     |                     |                     |  |  |  |  |  |  |  |  |  |  |  |  |  |  |  |  |  |  |  |  |  |  |  |  |
| Solone *638 a.C. †558 a.C. | Solone *638 a.C. †558 a.C. | Solone *638 a.C. †558 a.C. | Solone *638 a.C. †558 a.C. | Solone *638 a.C. †558 a.C. | Solone *638 a.C. †558 a.C. |                |                | Dropide *? †?                | Dropide *? †?                | Dropide *? †?                      | Dropide *? †?                      | Dropide *? †?                      | Dropide *? †?                      |                                    |                                    |                              |                              |                              |                              |                              |                              |  |  |                                     |                                     |                                     |                                     |                                     |                                     |                                |                     |                     |                     |                     |                     |  |  |  |  |  |  |  |  |  |  |  |  |  |  |  |  |  |  |  |  |  |  |  |  |
| Solone *638 a.C. †558 a.C. | Solone *638 a.C. †558 a.C. | Solone *638 a.C. †558 a.C. | Solone *638 a.C. †558 a.C. | Solone *638 a.C. †558 a.C. | Solone *638 a.C. †558 a.C. |                |                | Dropide *? †?                | Dropide *? †?                | Dropide *? †?                      | Dropide *? †?                      | Dropide *? †?                      | Dropide *? †?                      |                                    |                                    |                              |                              |                              |                              |                              |                              |  |  |                                     |                                     |                                     |                                     |                                     |                                     |                                |                     |                     |                     |                     |                     |  |  |  |  |  |  |  |  |  |  |  |  |  |  |  |  |  |  |  |  |  |  |  |  |
|                            |                            |                            |                            |                            |                            |                |                |                              |                              |                                    |                                    |                                    |                                    |                                    |                                    |                              |                              |                              |                              |                              |                              |  |  |                                     |                                     |                                     |                                     |                                     |                                     |                                |                     |                     |                     |                     |                     |  |  |  |  |  |  |  |  |  |  |  |  |  |  |  |  |  |  |  |  |  |  |  |  |
|                            |                            |                            |                            | Glaucone *? †?             | Glaucone *? †?             | Glaucone *? †? | Glaucone *? †? | Glaucone *? †?               | Glaucone *? †?               |                                    |                                    | Crizia *? †?                       | Crizia *? †?                       | Crizia *? †?                       | Crizia *? †?                       | Crizia *? †?                 | Crizia *? †?                 |                              |                              |                              |                              |  |  |                                     |                                     |                                     |                                     |                                     |                                     |                                |                     |                     |                     |                     |                     |  |  |  |  |  |  |  |  |  |  |  |  |  |  |  |  |  |  |  |  |  |  |  |  |
|                            |                            |                            |                            | Glaucone *? †?             | Glaucone *? †?             | Glaucone *? †? | Glaucone *? †? | Glaucone *? †?               | Glaucone *? †?               |                                    |                                    | Crizia *? †?                       | Crizia *? †?                       | Crizia *? †?                       | Crizia *? †?                       | Crizia *? †?                 | Crizia *? †?                 |                              |                              |                              |                              |  |  |                                     |                                     |                                     |                                     |                                     |                                     |                                |                     |                     |                     |                     |                     |  |  |  |  |  |  |  |  |  |  |  |  |  |  |  |  |  |  |  |  |  |  |  |  |
|                            |                            |                            |                            |                            |                            |                |                |                              |                              |                                    |                                    | Callescro *? †?                    |                                    |                                    |                                    |                              |                              |                              |                              |                              |                              |  |  |                                     |                                     |                                     |                                     |                                     |                                     |                                |                     |                     |                     |                     |                     |  |  |  |  |  |  |  |  |  |  |  |  |  |  |  |  |  |  |  |  |  |  |  |  |
|                            |                            |                            |                            |                            |                            |                |                |                              |                              |                                    |                                    |                                    |                                    |                                    |                                    |                              |                              |                              |                              |                              |                              |  |  |                                     |                                     |                                     |                                     |                                     |                                     |                                |                     |                     |                     |                     |                     |  |  |  |  |  |  |  |  |  |  |  |  |  |  |  |  |  |  |  |  |  |  |  |  |
|                            |                            |                            |                            |                            |                            |                |                |                              |                              |                                    |                                    |                                    |                                    |                                    |                                    |                              |                              |                              |                              |                              |                              |  |  |                                     |                                     |                                     |                                     |                                     |                                     |                                |                     |                     |                     |                     |                     |  |  |  |  |  |  |  |  |  |  |  |  |  |  |  |  |  |  |  |  |  |  |  |  |
|                            |                            |                            |                            |                            |                            |                |                | Crizia *460 a.C. – †403 a.C. | Crizia *460 a.C. – †403 a.C. | Crizia *460 a.C. – †403 a.C.       | Crizia *460 a.C. – †403 a.C.       | Crizia *460 a.C. – †403 a.C.       | Crizia *460 a.C. – †403 a.C.       |                                    |                                    | Glaucone *? †?               | Glaucone *? †?               | Glaucone *? †?               | Glaucone *? †?               | Glaucone *? †?               | Glaucone *? †?               |  |  |                                     |                                     |                                     |                                     |                                     |                                     |                                |                     |                     |                     |                     |                     |  |  |  |  |  |  |  |  |  |  |  |  |  |  |  |  |  |  |  |  |  |  |  |  |
|                            |                            |                            |                            |                            |                            |                |                | Crizia *460 a.C. – †403 a.C. | Crizia *460 a.C. – †403 a.C. | Crizia *460 a.C. – †403 a.C.       | Crizia *460 a.C. – †403 a.C.       | Crizia *460 a.C. – †403 a.C.       | Crizia *460 a.C. – †403 a.C.       |                                    |                                    | Glaucone *? †?               | Glaucone *? †?               | Glaucone *? †?               | Glaucone *? †?               | Glaucone *? †?               | Glaucone *? †?               |  |  |                                     |                                     |                                     |                                     |                                     |                                     |                                |                     |                     |                     |                     |                     |  |  |  |  |  |  |  |  |  |  |  |  |  |  |  |  |  |  |  |  |  |  |  |  |
|                            |                            |                            |                            |                            |                            |                |                |                              |                              |                                    |                                    |                                    |                                    |                                    |                                    |                              |                              |                              |                              |                              |                              |  |  |                                     |                                     |                                     |                                     |                                     |                                     |                                |                     |                     |                     |                     |                     |  |  |  |  |  |  |  |  |  |  |  |  |  |  |  |  |  |  |  |  |  |  |  |  |
|                            |                            |                            |                            |                            |                            |                |                |                              |                              | Carmide *? †403 a.C.               | Carmide *? †403 a.C.               | Carmide *? †403 a.C.               | Carmide *? †403 a.C.               | Carmide *? †403 a.C.               | Carmide *? †403 a.C.               | Aristone *? †?               | Aristone *? †?               | Aristone *? †?               | Aristone *? †?               | Aristone *? †?               | Aristone *? †?               |  |  | Perictione *? †?                    | Perictione *? †?                    | Perictione *? †?                    | Perictione *? †?                    | Perictione *? †?                    | Perictione *? †?                    |                                |                     |                     |                     |                     |                     |  |  |  |  |  |  |  |  |  |  |  |  |  |  |  |  |  |  |  |  |  |  |  |  |
|                            |                            |                            |                            |                            |                            |                |                |                              |                              | Carmide *? †403 a.C.               | Carmide *? †403 a.C.               | Carmide *? †403 a.C.               | Carmide *? †403 a.C.               | Carmide *? †403 a.C.               | Carmide *? †403 a.C.               | Aristone *? †?               | Aristone *? †?               | Aristone *? †?               | Aristone *? †?               | Aristone *? †?               | Aristone *? †?               |  |  | Perictione *? †?                    | Perictione *? †?                    | Perictione *? †?                    | Perictione *? †?                    | Perictione *? †?                    | Perictione *? †?                    |                                |                     |                     |                     |                     |                     |  |  |  |  |  |  |  |  |  |  |  |  |  |  |  |  |  |  |  |  |  |  |  |  |
|                            |                            |                            |                            |                            |                            |                |                |                              |                              |                                    |                                    |                                    |                                    |                                    |                                    |                              |                              |                              |                              |                              |                              |  |  |                                     |                                     |                                     |                                     |                                     |                                     |                                |                     |                     |                     |                     |                     |  |  |  |  |  |  |  |  |  |  |  |  |  |  |  |  |  |  |  |  |  |  |  |  |
|                            |                            |                            |                            |                            |                            |                |                |                              |                              |                                    |                                    |                                    |                                    |                                    |                                    |                              |                              |                              |                              |                              |                              |  |  |                                     |                                     |                                     |                                     |                                     |                                     |                                |                     |                     |                     |                     |                     |  |  |  |  |  |  |  |  |  |  |  |  |  |  |  |  |  |  |  |  |  |  |  |  |
|                            |                            |                            |                            |                            |                            |                |                |                              |                              | Glaucone *445 a.C. †post 399 a.C.? | Glaucone *445 a.C. †post 399 a.C.? | Glaucone *445 a.C. †post 399 a.C.? | Glaucone *445 a.C. †post 399 a.C.? | Glaucone *445 a.C. †post 399 a.C.? | Glaucone *445 a.C. †post 399 a.C.? | Adimanto *432 a.C. †382 a.C. | Adimanto *432 a.C. †382 a.C. | Adimanto *432 a.C. †382 a.C. | Adimanto *432 a.C. †382 a.C. | Adimanto *432 a.C. †382 a.C. | Adimanto *432 a.C. †382 a.C. |  |  | Platone *428/427 a.C. †348/347 a.C. | Platone *428/427 a.C. †348/347 a.C. | Platone *428/427 a.C. †348/347 a.C. | Platone *428/427 a.C. †348/347 a.C. | Platone *428/427 a.C. †348/347 a.C. | Platone *428/427 a.C. †348/347 a.C. | Potone *427 a.C. †?            | Potone *427 a.C. †? | Potone *427 a.C. †? | Potone *427 a.C. †? | Potone *427 a.C. †? | Potone *427 a.C. †? |  |  |  |  |  |  |  |  |  |  |  |  |  |  |  |  |  |  |  |  |  |  |  |  |
|                            |                            |                            |                            |                            |                            |                |                |                              |                              | Glaucone *445 a.C. †post 399 a.C.? | Glaucone *445 a.C. †post 399 a.C.? | Glaucone *445 a.C. †post 399 a.C.? | Glaucone *445 a.C. †post 399 a.C.? | Glaucone *445 a.C. †post 399 a.C.? | Glaucone *445 a.C. †post 399 a.C.? | Adimanto *432 a.C. †382 a.C. | Adimanto *432 a.C. †382 a.C. | Adimanto *432 a.C. †382 a.C. | Adimanto *432 a.C. †382 a.C. | Adimanto *432 a.C. †382 a.C. | Adimanto *432 a.C. †382 a.C. |  |  | Platone *428/427 a.C. †348/347 a.C. | Platone *428/427 a.C. †348/347 a.C. | Platone *428/427 a.C. †348/347 a.C. | Platone *428/427 a.C. †348/347 a.C. | Platone *428/427 a.C. †348/347 a.C. | Platone *428/427 a.C. †348/347 a.C. | Potone *427 a.C. †?            | Potone *427 a.C. †? | Potone *427 a.C. †? | Potone *427 a.C. †? | Potone *427 a.C. †? | Potone *427 a.C. †? |  |  |  |  |  |  |  |  |  |  |  |  |  |  |  |  |  |  |  |  |  |  |  |  |
|                            |                            |                            |                            |                            |                            |                |                |                              |                              |                                    |                                    |                                    |                                    |                                    |                                    |                              |                              |                              |                              |                              |                              |  |  |                                     |                                     |                                     |                                     |                                     |                                     | Speusippo *~393 a.C. †339 a.C. |                     |                     |                     |                     |                     |  |  |  |  |  |  |  |  |  |  |  |  |  |  |  |  |  |  |  |  |  |  |  |  |

Platone nacque ad Atene da genitori aristocratici: il padre Aristone, che vantava tra i suoi antenati Codro, l'ultimo leggendario re di Atene, gli impose il nome del nonno Aristocle; la madre, Perictione, secondo Diogene Laerzio discendeva dal famoso legislatore Solone.
La sua data di nascita viene fissata da Apollodoro di Atene, nella sua Cronologia, all'ottantottesima Olimpiade, nel settimo giorno del mese di Targellione, ossia alla fine di maggio del 428 a.C. Ebbe due fratelli, Adimanto e Glaucone, citati nella sua Repubblica, e una sorella, Potone, madre di Speusippo, futuro allievo e successore, alla sua morte, alla direzione dell'Accademia di Atene.
Fu un altro Aristone, un lottatore di Argo, suo maestro di ginnastica, a chiamarlo per la larghezza delle spalle "Platone" (dal greco πλατύς, platýs, che significa "ampio"). Platone praticava infatti il pancrazio, una sorta di lotta e pugilato assieme. Altri danno del nome un'altra derivazione, come l'ampiezza della fronte o la maestà dello stile letterario. Diogene Laerzio, riferendosi ad Apuleio, a Olimpiodoro e a Eliano, informa che avrebbe coltivato la pittura e la poesia, scrivendo ditirambi, liriche e tragedie, che avrebbero avuto in seguito, insieme ai mimi, un'importanza fondamentale per la scrittura dei suoi dialoghi.
Secondo lo stesso Diogene Laerzio sulla sua nascita esiste una leggenda riferita nell'opera Il banchetto funebre di Platone di Speusippo, secondo cui il maestro di Aristotele sarebbe stato in realtà figlio del dio Apollo, e perciò anche fratello di Asclepio, «medico del corpo, come dell'anima immortale lo è Platone». Secondo questo mito Aristone, padre di Platone, in procinto di sedurre Perictione, avrebbe avuto la visione di Apollo che lo avrebbe distolto da ogni rapporto fisico con la giovane, la quale sarebbe invece rimasta incinta del dio, preso dalla sua bellezza. Secondo una versione posteriore, tuttavia, esposta dall'autore ignoto dei Prolegomeni, Platone viene nuovamente accostato ad Asclepio ma viene chiamato figlio di Aristone. D'altronde Speusippo, essendo figlio di una sorella di Platone, non poteva non sapere che quest'ultimo non era il primo ma il terzo figlio di Perictione. Probabilmente il suo fine non era quello di fornire informazioni storiche, ma di promuovere la mitizzazione del filosofo dopo la morte di questi e di giustificarne così il culto che gli era tributato nell'Accademia. La divinizzazione del celebre filosofo continuerà in età neoplatonica, con talune forme di eccesso - come riferito da Porfirio e da Proclo - e sarà ricordata dall'umanista Marsilio Ficino per la dote curativa trasmessagli da Apollo.
Nella medesima opera Speusippo elogiò inoltre l'acuto intelletto e la memoria prodigiosa dimostrati da Platone quando era un bambino, nonché la sua dedizione allo studio durante l'adolescenza.

### I viaggi e l'incontro con Socrate
Platone frequentò l'eracliteo Cratilo e il parmenideo Ermogene, ma non è certo se la notizia sia reale o se voglia giustificare la sua successiva dottrina, influenzata sotto diversi aspetti dal pensiero dei suoi due grandi predecessori, Eraclito e Parmenide, da lui considerati gli autentici fondatori della filosofia. Avrebbe partecipato a tre spedizioni militari, durante la guerra del Peloponneso, a Tanagra, a Corinto e a Delio, dal 409 a.C. al 407 a.C., anno in cui, conosciuto Socrate, avrebbe distrutto tutte le sue composizioni poetiche per dedicarsi completamente alla filosofia.
Secondo Diogene Laerzio (III, 8), che riporta la testimonianza di Aristosseno, Platone tra il 409 e il 407 a.C. avrebbe preso parte a tre spedizioni militari, a Tanagra, Corinto e Delio (e a Delio avrebbe ricevuto anche un premio per il suo valore). In effetti, in tutti e tre i luoghi citati si sono svolte celebri battaglie: ma alla battaglia di Tanagra del 457 a.C. e a quella di Delio del 424 a.C. è impossibile che Platone, nato intorno al 427 a.C., abbia partecipato. Sappiamo invece che a Delio combatté Socrate come oplita e si dice che vi si distinse, per cui è possibile che le due figure siano state sovrapposte. Quanto alla battaglia di Corinto del 394 a.C., sembra che Platone abbia lasciato Atene subito dopo o poco dopo la condanna a morte di Socrate (399 a.C.), ma potrebbe essersi trovato in patria al tempo della battaglia. Non è invece possibile che abbia combattuto a Delio dopo Corinto, perché in quegli anni Atene non era in conflitto con i Beoti. Sia come sia, è altamente probabile che Platone, data l'età, abbia assolto il proprio dovere di cittadino rimanendo a difendere Atene duramente impegnata contro Sparta e che, stando a Tucidide (VII, 27; VIII, 69), era in quel periodo una base militare più che una semplice città.
Fondamentale il suo incontro con Socrate che, dopo la parentesi del governo, oligarchico e filo-spartano, dei Trenta tiranni, del quale faceva parte il prozio di Platone, Crizia, fu accusato dal nuovo governo democratico di empietà e di corruzione dei giovani e condannato a morte nel 399 a.C. Nell'Apologia di Socrate l'allievo descrive il processo del maestro, che pronuncia la sua difesa, denuncia la falsità di chi l'accusa di corrompere i giovani e come testimoni della sua condotta menziona un gruppo di suoi amici presenti nel tribunale, tra i quali «Adimànto, figlio di Aristòne, di cui Platone, qui presente, è fratello». Nel Fedone tuttavia, il narratore Fedone di Elide riferisce a Echecrate che Platone non era presente alle ultime ore di vita di Socrate. Platone sarebbe stato dunque assente, forse perché malato (59b), sebbene nessun'altra fonte antica parla per quell'epoca di una malattia del filosofo, tanto grave da impedirgli di assistere il maestro nelle ultime ore. Con la sua assenza, Platone forse vuole affermare che il dialogo non sarà una cronaca puntuale della morte di Socrate, quanto piuttosto, come afferma Bruno Centrone, una sua ricostruzione letteraria, in linea con lo spirito dialogico del maestro. Dopo la scomparsa del maestro i suoi discepoli, compreso Platone, lasciarono Atene per rifugiarsi a Megara. Da qui egli si recò a Cirene, frequentando il matematico Teodoro di Cirene, e in Italia, dai pitagorici Filolao, Eurito e Acrione. Si sarebbe infine recato in Egitto, dove i sacerdoti l'avrebbero guarito da una malattia. La fondatezza della notizia di questi viaggi è tuttavia dubbia.

### I primi dialoghi
A partire dal 395 a.C. Platone dovrebbe aver cominciato a scrivere i primi dialoghi, nei quali affronta il problema culturale rappresentato dalla figura di Socrate e la funzione dei sofisti: nascono così, in un possibile ordine cronologico:
- l'Apologia di Socrate che tuttavia non è un dialogo ma un monologo;
- il Critone in cui Socrate discute la legittimità delle leggi;
- lo Ione in cui Socrate con il gusto dello scherzo dialoga sul significato di Arte umana e Arte divina con un attore, il rapsodo, che interpreta o è posseduto dalla Poesia;
- l'Eutifrone sui temi della giustizia e della pietà;
- il Carmide dialogo aporetico sulla temperanza;
- il Lachete aporetico incentrato sul tema della virtù;
- il Liside viene messo in luce il concetto platonico di amicizia;
- l'Alcibiade primo[49] tratta della vera sapienza, dell'utile e del giusto e del buon governo;
- l'Alcibiade secondo[49] lunga discussione tra Socrate e Alcibiade sul tema della preghiera;
- l'Ippia maggiore si discute sul concetto del "bello";
- l'Ippia minore dell'identità di virtù e scienza;
- il Menesseno elogio di Aspasia e della sua cultura e sapienza politica;
- il Protagora in cui discute l'insegnabilità della virtù;
- il Gorgia in cui attacca l'arte retorica.

### L'arrivo in Sicilia
Numerose fonti antiche documentano i suoi viaggi in Sicilia. Nel 388/387 a.C. vi si recò con l'intenzione di studiare da vicino il vulcano Etna. Lo storico greco Diogene Laerzio afferma che il filosofo ateniese si sia recato nel suo primo viaggio siciliano presso i crateri etnei. Alla sua testimonianza si aggiungono quelle di Ateneo e di Apuleio.
Diogene Laerzio afferma che nel 390 a.C. circa, Platone giunse anche in Magna Grecia dove fece la conoscenza del pitagorico Archita di Taranto.

#### Primo viaggio: l'incontro con Dione e Dionisio I
Una volta giunto sull'isola fu invitato dal tiranno Dionisio I a recarsi a Siracusa, presso la sua corte. Qui fece la conoscenza del cognato del tiranno, Dione, il quale divenne ben presto uno dei più intimi discepoli. Opposto invece fu l'atteggiamento di Dionisio nei suoi confronti. Al siracusano non piacquero i discorsi di Platone sulla felicità e su cosa fosse giusto o non giusto fare. Per evitargli quindi l'ira di Dionisio, poiché tra i due vi era stato un acceso diverbio, Dione lo fece imbarcare su una nave capitanata dallo spartano Pollide.
Dionisio allora segretamente avrebbe chiesto al suo ambasciatore di uccidere Platone durante il viaggio o di renderlo schiavo. Venne quindi condotto a Egina, isola nemica di Atene, dove fu fatto prigioniero e reso schiavo. A riscattarlo fu l'atleta e amico Anniceride di Cirene (e non l'omonimo filosofo cirenaico Anniceride di Cirene). Ma quest'episodio, narrato con varianti da Diogene Laerzio, è stato molto discusso e la critica moderna si divide nell'attribuire la responsabilità della riduzione in schiavitù di Platone a Dionisio I o al fatto che durante la guerra di Corinto fosse molto pericoloso per gli Ateniesi navigare su quelle acque.
Ne La Repubblica critica le pietanze sontuose ed elaborate della cucina locale, in particolare l'uso di condimenti e di diverse pentole per la realizzazione dei cibi, nonché l'abitudine di cibarsi due volte al giorno anziché una, fatti che erano in contrasto con le abitudini frugali del tempo e con la dieta dei militari che portavano con sé solamente un po' di carne arrostita e sale. Platone si difende dalle accuse di aver scelto questa città proprio per la qualità del cibo, affermando che per tutto il tempo si era nutrito di olive che in questo luogo non mancavano.

### La fondazione dell'Accademia

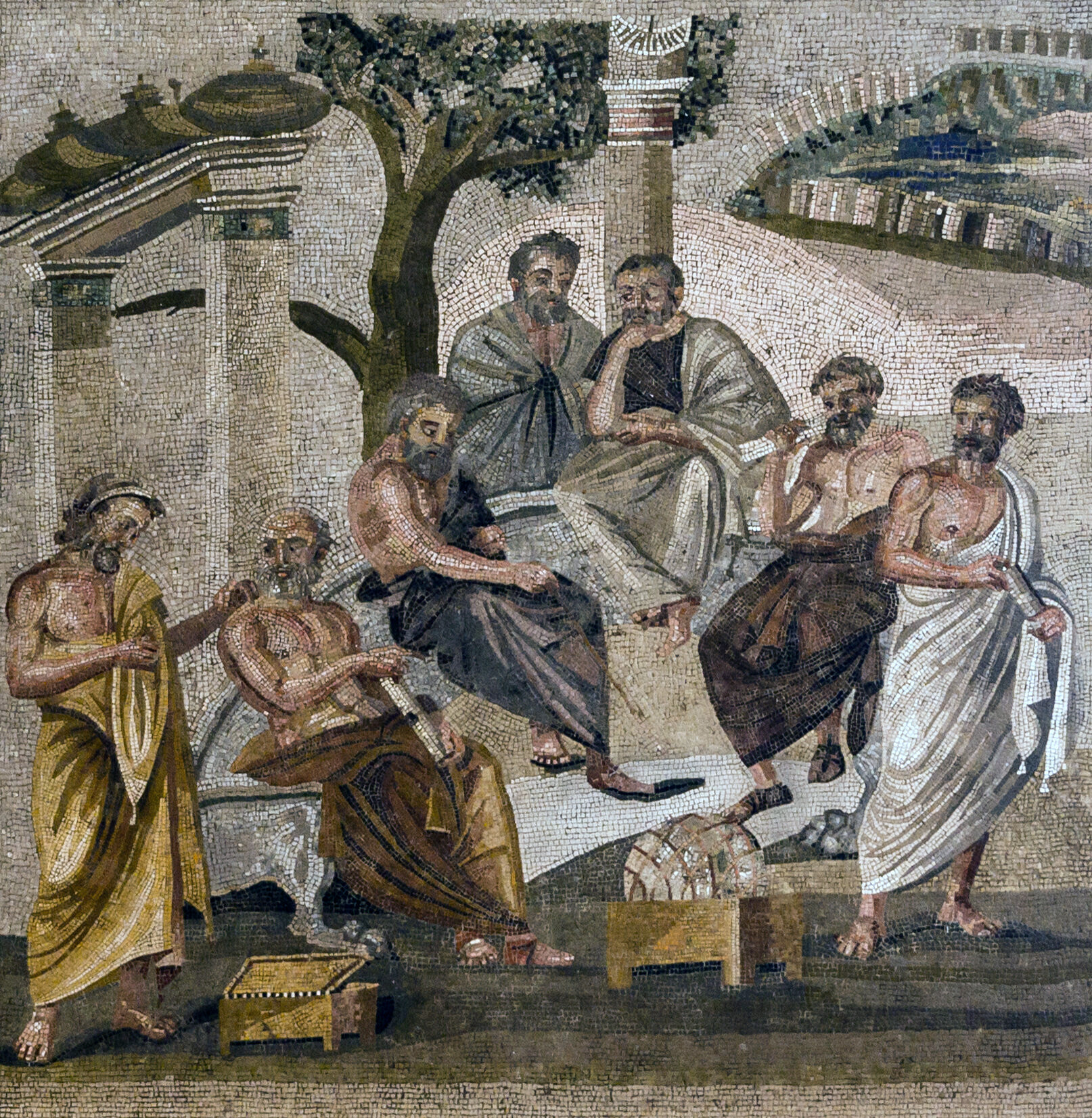
Accademia platonica (Mosaico pompeiano)

Nel 387 a.C. Platone è ad Atene; acquistato un parco dedicato ad Academo, vi fonda una scuola che intitola Accademia in onore dell'eroe e la consacra ad Apollo e alle Muse. Sull'esempio opposto a quello della scuola fondata da Isocrate nel 391 a.C. e basata sull'insegnamento della retorica, la scuola di Platone ha le sue radici nella scienza e nel metodo da essa derivato, la dialettica; per questo motivo, l'insegnamento si svolge attraverso dibattiti, a cui partecipano gli stessi allievi, diretti da Platone o dagli allievi più anziani, e conferenze tenute da illustri personaggi di passaggio ad Atene.
In vent'anni, dalla creazione dell'Accademia al 367 a.C., Platone scrive i dialoghi in cui si sforza di determinare le condizioni che permettono la fondazione della scienza; tali sono: 
- il Clitofonte (tuttavia di incerta attribuzione);
- il Menone (in cui compare per la prima volta l'anamnesi, tramite l'esempio dello schiavo che riesce a dedurre il teorema di Pitagora senza che gli sia mai stato spiegato);
- il Fedone (in cui sostiene l'immortalità dell'anima);[62]
- l'Eutidemo; (in cui viene messa in scena una parodia dell'eristica, l'arte sofistica di "battagliare" a parole allo scopo di confutare le tesi avversarie):
- il Simposio (in cui ogni partecipante dice cos'è, secondo lui, l'amore);
- la Repubblica (in cui espone la sua forma di governo ideale, che non è, come si potrebbe immaginare, una repubblica);
- il Cratilo (in cui discute riguardo al linguaggio);
- il Fedro (in cui presenta la tripartizione dell'anima tramite il mito della biga alata).

### Il secondo viaggio a Siracusa
Nel 367-366 a.C. Platone è nuovamente a Siracusa, invitato da Dione che, con la morte di Dionigi il Vecchio e la successione al potere di suo nipote Dionigi il Giovane, conta di poter attuare le riforme impedite dal precedente tiranno.
(Dione, Lettera VII, 328a.)
La riforma politica di Platone viene fortemente osteggiata dalla fazione tirannica che vede nel filosofo ateniese, e nella sua eloquenza, una minaccia alla propria esistenza, o addirittura un nuovo tentativo di conquista da parte di Atene. Infine i contrasti con Dionigi II, che sospetta nello zio intenzioni di ribellione, portano all'esilio di Dione. Platone è rimasto ugualmente a Siracusa, sia perché il tiranno lo trasferisce sull'acropoli - dove occorre il suo permesso per qualsiasi imbarco - e sia perché nutre ancora «la speranza di fare tutto il bene possibile attraverso un unico individuo». Lo scoppio di un conflitto bellico che impegna direttamente Dionigi II offre a Platone l'occasione di lasciare la Sicilia. Ma il Siracusano gli promette che in tempo di pace manderà a chiamare sia lui che Dione.

### Il terzo viaggio in Sicilia
Nel 361 a.C. Platone compie il suo terzo e ultimo viaggio in Sicilia. Non c'è però Dione, verso il quale Dionigi manifesta un'aperta ostilità; i tentativi di Platone di difendere l'amico portano alla rottura dei rapporti con il tiranno.
(Lettera VII,333d.)
Dopo aver avuto un forte diverbio con il tiranno per aver difeso il siracusano Eraclide - colpevole di aver fomentato la rivolta dei mercenari contro Dionigi II - Platone viene cacciato dall'acropoli e trasferito nella casa di Archedemo.
Nel 360 a.C., quando ormai la situazione è divenuta pericolosa per la sua incolumità, riesce a lasciare la Sicilia grazie alla mediazione di Archita e dei pitagorici tarantini, i quali mandano Lamisco che convince Dionigi II a lasciare partire Platone. Durante il viaggio di ritorno, Platone sbarca a Olimpia dove incontra per l'ultima volta Dione. Questi stava progettando una guerra contro Dionigi, dalla quale Platone cercò invano di dissuaderlo: nel 357 a.C. riuscirà a impadronirsi del potere a Siracusa ma vi sarà ucciso tre anni dopo.
(Platone, Lettera VII, 350.)

### Ritorno ad Atene
Ad Atene Platone scrisse le ultime opere:
- Il Parmenide in cui vengono discusse le ipotesi opposte «se l'uno è» e «se l'uno non è»;
- Il Sofista dedicato alla definizione del sofista;
- Il Teeteto sul problema della conoscenza;
- il Politico dedicato alla definizione del politico;
- il Timeo dove tratta della cosmologia, della struttura della materia e il problema escatologico;
- il Crizia strutturato come una continuazione del Timeo è incompiuto: comprende la narrazione del mito di Atlantide;
- il Filebo discutendo con Filebo e Protarco, Socrate ricerca il «vero Bene» in grado di garantire una vita felice;
- le Leggi: opera rimasta incompiuta, fu pubblicata postuma dal discepolo Filippo di Opunte, che la divise in dodici libri e ne aggiunse uno finale, l'Epinomide.[69]

Platone morì nel 347 a.C. e la guida dell'Accademia venne assunta dal nipote Speusippo. La scuola sopravviverà fino al 529 d.C., anno in cui venne definitivamente chiusa da Giustiniano dopo vari periodi di alterne interruzioni della sua attività.
Sempre dai papiri di Ercolano si evincerebbe il luogo esatto della sepoltura di Platone all'interno dell'Accademia di Atene, ossia in un giardino privato presso un santuario dedito al culto delle Muse, a cui la scuola era in principio dedicata.

## Opere

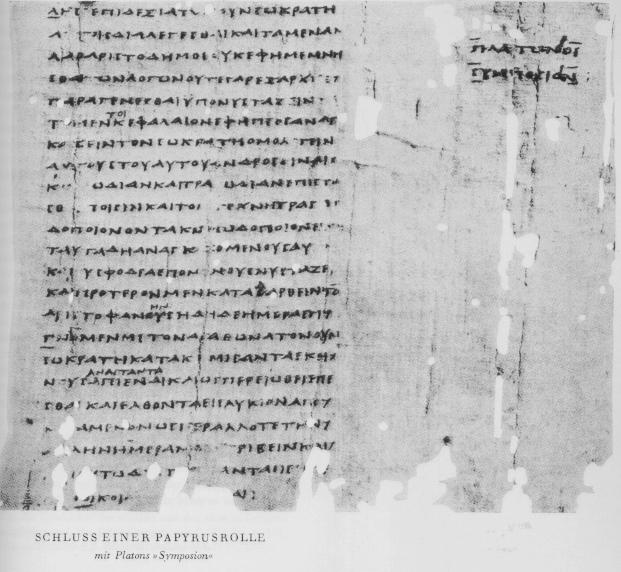
Papiro con frammento manoscritto del Simposio di Platone

Di Platone sono pervenute tutte le 36 opere: 34 sono dialoghi; una, l'Apologia di Socrate, riporta una ricostruzione letterario-filosofica dell'autodifesa pronunciata da Socrate davanti ai giudici, mentre l'ultima è una raccolta di tredici lettere.

### La superiorità del discorso orale
Platone si avvale del dialogo perché lo ritiene l'unico strumento in grado di riportare l'argomento alla concretezza storica di un dibattito fra persone e di mettere in luce il carattere di ricerca della filosofia, elemento chiave del suo pensiero. Egli vuole inoltre evidenziare col ricorso al dialogo la superiorità del discorso orale rispetto allo scritto. Certo la parola scritta è più precisa e meditata rispetto all'oralità, ma mentre questa permette un immediato scambio di opinioni sul tema in discussione quella scritta interrogata non risponde.
In genere, si suole riunire i dialoghi platonici in vari gruppi. Secondo una linea interpretativa piuttosto datata, i primi dialoghi sarebbero caratterizzati dalla viva influenza di Socrate (primo gruppo); quelli della maturità in cui avrebbe sviluppato la teoria delle idee (secondo gruppo); e l'ultimo periodo quando sentì l'urgenza di difendere la propria concezione dagli attacchi alla sua filosofia, attuando una profonda autocritica della teoria delle idee (terzo gruppo). Secondo il nuovo paradigma interpretativo introdotto dalla scuola di Tubinga e Milano, invece, i dialoghi platonici, al di là dello stile in evoluzione, presentano una coerenza sistematica di fondo, dove la dottrina delle idee, per quanto importante, non costituisce più la parte fondamentale del mondo sovrasensibile. Lo stile, che imita fedelmente la peculiarità del dialogo socratico, muta notevolmente da un periodo all'altro: nei periodi giovanili si hanno interventi brevi e briosi che danno vivacità al dibattito; negli ultimi, invece, vi sono interventi lunghi, che danno all'opera il carattere di un trattato e non di un dibattito, trattandosi piuttosto di un dialogo dell'anima con se stessa, ma senza giungere mai a esporre compiutamente la propria dottrina in forma di scienza assoluta. La rinuncia, come già in Socrate, a comunicare in forma scritta il nucleo della propria dottrina porterebbe per di più a pensare che non solo la scrittura, ma anche l'oralità non fosse per Platone in grado di trasmetterla.
In genere il protagonista dei dialoghi è Socrate; soltanto negli ultimi dialoghi costui assume una parte secondaria, fino a scomparire del tutto nell'Epinomide e nelle Leggi. La caratteristica di questi dialoghi è che il soggetto principale che dà il titolo all'opera è solito discorrere molto più dell'interlocutore a cui si rivolge, il quale si limita solamente a confermare o disapprovare quello che il protagonista espone.

#### Ordinamento in tetralogie
Il grammatico Trasillo, nel I secolo d.C., seguendo un'affinità di argomento, ordinò le opere platoniche in nove tetralogie:
1. Eutifrone, Apologia di Socrate, Critone, Fedone
2. Cratilo, Teeteto, Sofista, Politico
3. Parmenide, Filebo, Simposio, Fedro
4. Alcibiade primo, Alcibiade secondo, Ipparco, Amanti
5. Teage, Carmide, Lachete, Liside
6. Eutidemo, Protagora, Gorgia, Menone
7. Ippia maggiore, Ippia minore, Ione, Menesseno
8. Clitofonte, La Repubblica, Timeo, Crizia
9. Minosse, Leggi, Epinomide, Lettere

Altre opere spurie sono:
Definizioni, Sulla giustizia, Sulla virtù, Demodoco, Sisifo, Erissia, Assioco, Alcione, Epigrammi.

#### Ordinamento in trilogie
Una diversa e più antica classificazione risale ad Aristofane di Bisanzio (III secolo a.C.), che ordinò le opere platoniche in cinque trilogie:
1. Repubblica, Timeo, Crizia
2. Sofista, Politico, Cratilo
3. Leggi, Minosse, Epinomide
4. Teeteto, Eutifrone, Apologia di Socrate
5. Critone, Fedone, Lettere

## Pensiero

### Filosofia e politica
Quella che in termini storici possiamo chiamare "filosofia platonica" – ovvero il corpus di idee e di testi che definiscono la tradizione storica del pensiero platonico – è sorta dalla riflessione sulla politica. Come scrive Alexandre Koyré: «tutta la vita filosofica di Platone è stata determinata da un avvenimento eminentemente politico, la condanna a morte di Socrate».
Occorre tuttavia distinguere la "riflessione sulla politica" dall'"attività politica". Non è certo in quest'ultima accezione che dobbiamo intendere la centralità della politica nel pensiero di Platone. Come egli scrisse, in tarda età, nella Lettera VII del suo epistolario, proprio la rinuncia alla politica attiva segna la scelta per la filosofia, intesa però come impegno "civile". La riflessione sulla politica diventa, in altre parole, riflessione sul concetto di giustizia, e dalla riflessione su questo concetto sorge un'idea di filosofia intesa come processo di crescita dell'Uomo come membro organicamente appartenente alla polis.
Fin dalle prime fasi di questa riflessione, appare chiaro che per il filosofo ateniese risolvere il problema della giustizia significa affrontare il problema della conoscenza. Da qui la necessità di intendere la genesi del "mondo delle idee" come frutto di un impegno "politico" più complessivo e profondo.

### Il problema Socrate

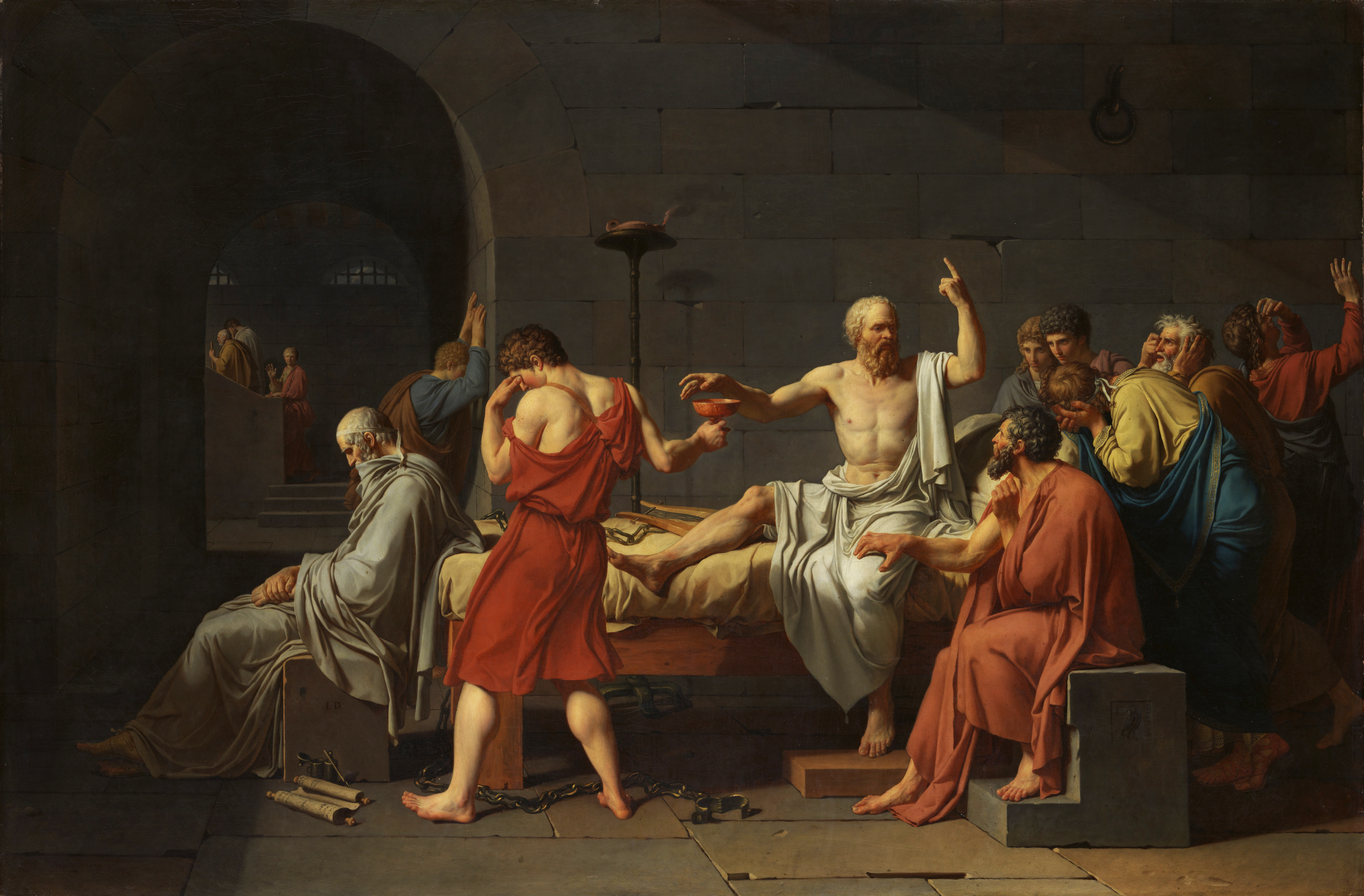
Morte di Socrate (1787), di Jacques-Louis David (1748–1825), opera conservata al Metropolitan Museum of Art di New York.

La capacità di agire secondo giustizia presuppone, socraticamente, la conoscenza di che cosa è il bene. Solo questo sapere contraddistingue il filosofo come tale, poiché chi compie il male lo fa per ignoranza. Ad Atene c'era molta confusione sulla figura del filosofo, e in un certo senso lo stesso Socrate aveva alimentato questa confusione: presentandosi infatti come colui che sapeva di non sapere, professava una falsa ignoranza che nascondeva una vera sapienza. Egli si confondeva così con i sofisti, i quali dicevano di sapere ma in effetti non sapevano, perché non credevano nella verità.
Per dirimere questa confusione, per Platone era necessario andare oltre Socrate, delineando con chiarezza i criteri che distinguono il filosofo dal sofista: mentre il primo ricerca i principi della verità, senza la presunzione di possederla, il secondo si lascia guidare dall'opinione, facendone l'unico parametro valido della conoscenza.
L'altro problema legato alla figura di Socrate è la sua condanna a morte, cioè il fatto che sia stato trattato come un criminale pur essendo «il più giusto» tra gli uomini. Ciò significò per Platone dover constatare che tra filosofia e vita politica esisteva quell'incompatibilità già conosciuta da Socrate che nella Apologia accenna alla quasi ineluttabilità della sua condanna da parte dei politici e rifiuta la proposta di andare in esilio.
Compito dei filosofi è allora quello di fare in modo che la filosofia non sia in contrasto con lo stato, cosicché non accada più che un giusto sia condannato a morte.
Il tema era connesso alla convinzione che la filosofia fosse inutile: per molti Ateniesi Socrate è quello rappresentato ne Le nuvole, commedia di Aristofane in cui il filosofo è ritratto come un pedante seccatore perso nelle sue discussioni astratte e campate in aria.
In un brano del Gorgia il sofista Callicle, dice che la filosofia tutt'al più può essere praticata dai giovani che, inesperti della vita, si possono abbandonare ai discorsi campati in aria; quando però un uomo anziano, come Socrate, perde il suo tempo a discutere di problemi astratti, questo è degno di essere preso a bastonate.
Platone invece dimostra che la filosofia ha un radicamento storico, essa cioè affonda le sue radici nella storia, nella realtà quotidiana come appare dagli interlocutori di Socrate che sono cioè politici come Alcibiade, filosofi come Parmenide, artisti come Aristofane. Socrate quindi è perfettamente inserito nel dibattito culturale del suo tempo e i suoi dialoghi riguardano problemi reali e universali. Così Socrate, pur non sembrando, fa politica tanto da venire condannato e morire per accuse politiche.
C'è quindi uno stretto legame tra il filosofo e la politica; Socrate però non l'ha mai fatto capire, pur anteponendo sempre il bene della città agli egoismi dei singoli. Per uscire dall'equivoco, occorre indicare esplicitamente quali siano le radici di questo legame, che ancora una volta consistono nella conoscenza della virtù, e nei criteri per distinguerla dalle opinioni e dalle strumentalizzazioni personali. Secondo alcune interpretazioni per Platone la conoscenza del bene non concerne l'enumerazione di singoli esempi di virtù, bensì la definizione di cosa sia la virtù in se stessa. «L'unicità della virtù è una delle principali tesi socratiche: nei dialoghi giovanili Platone difende e corrobora questa tesi analizzando il contenuto di alcune delle virtù tenute in più alta considerazione nel mondo greco» Sulla unicità della virtù in Socrate diversi autori non concordano attribuendo questa concezione alla sola filosofia platonica.

### La dottrina della conoscenza: le Idee

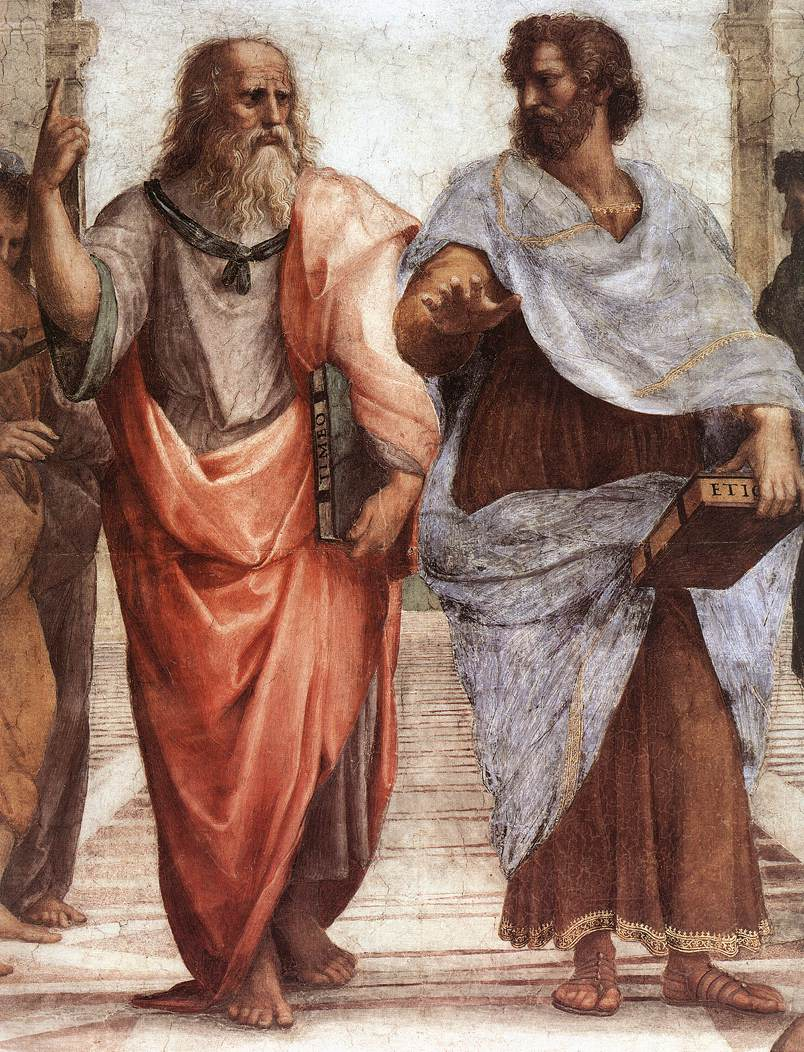
Particolare della Scuola di Atene di Raffaello che ritrae con il volto di Leonardo da Vinci Platone che indica con il dito proteso verso l'alto la realtà del mondo delle idee e Aristotele che invece tende la mano sulle realtà materiali.

La gnoseologia di Platone, messa a punto in vari dialoghi come il Menone, il Fedone, e il Teeteto, deve combattere contro l'opinione che sostiene che la ricerca della conoscenza sia impossibile. La tesi era stata sostenuta dagli eristi, i quali basavano questo loro insegnamento sulla base di due assunti: 
1. Se non si conosce ciò che si cerca, qualora lo si sia trovato, non lo si riconoscerà come l'obiettivo da raggiungere;
2. Se si conosce già quel che si cerca, la ricerca non ha senso.[90]

Il problema viene superato da Platone ammettendo che l'oggetto della ricerca è solo parzialmente sconosciuto all'uomo, il quale, dopo averlo contemplato prima della nascita, lo ha in qualche modo "dimenticato" nel fondo della sua anima. La meta del suo cercare è dunque un sapere già presente ma nascosto in lui, che la filosofia dovrà risvegliare con la reminiscenza o «anamnesi» (anàmnesis), concetto su cui Platone fonda il convincimento che l'apprendere è un ricordare.
Tale dottrina si rifà alla credenza religiosa della metempsicosi propria dell'orfismo e del pitagorismo, secondo cui l'anima, quando il corpo muore, essendo immortale trasmigra in un altro corpo. Platone sfrutta tale mito fondendolo con l'assunto fondamentale che esistano delle Idee che hanno caratteristiche opposte agli enti fenomenici: sono incorruttibili, ingenerate, eterne e immutabili. Queste Idee albergano nell'iperuranio, mondo soprasensibile e che è parzialmente visibile alle anime una volta slegate dai loro corpi.
L'Idea, traducibile più correttamente con «forma», è dunque il vero oggetto della conoscenza: ma essa non è soltanto il fondamento gnoseologico della realtà, ossia la causa che ci permette di pensare il mondo, bensì ne costituisce anche il fondamento ontologico, essendo il motivo che fa essere il mondo. Le idee rappresentano l'eterno Vero, l'eterno Buono e l'eterno Bello, a cui si contrappone la dimensione vana e transitoria dei fenomeni sensibili.
Come viene spiegato nel Fedro, dopo la morte le anime diventano simili a cocchi alati che procedono in schiere dietro ai carri degli dèi: in questa loro processione alcune riescono, più distintamente di altre, a scorgere le Idee che appaiono attraverso uno squarcio tra le nuvole, diaframma obbligato tra il mondo sensibile e quello soprasensibile. Quando le anime precipitano nei corpi, reincarnandosi, dimenticano la loro visione delle idee e, prigioniere dei sensi, sono portate a identificare la realtà col mondo sensibile. L'opera del filosofo dialettico, che ha saputo vedere le idee meglio degli altri, è quella di riportare all'anima la memoria del mondo delle idee, attraverso il dare e ricevere discorso, dialogando con l'anima e persuadendola della verità. La dottrina dell'apprendere come ricordare riconduce immediatamente alla cura dell'anima professata da Socrate: la conoscenza è, di fatto, un conoscere meglio se stessi, riportando alla luce dell'intelletto ciò che l'anima ha dimenticato nel momento della reincarnazione; l'idea è quindi in un certo senso corrispettiva del dàimon socratico.
Una conseguenza della reminiscenza è l'innatismo della conoscenza: tutto il sapere è già presente, in forma latente, nella nostra anima. A tal proposito i sensi svolgono comunque una funzione importante per Platone, poiché offrono lo spunto per aiutarci a ridestarlo. L'esperienza serve però solo da stimolo; la vera conoscenza deve essere fondata universalmente sulla noesis, e su di essa deve poggiare ogni tecnica particolare, che è invece il luogo della praxis. L'errore contro cui Platone combatte, rappresentato dalla cultura sofista, consiste nel basare la conoscenza sulla sensazione. Al contrario, solo l'anima, e non i sensi, può conoscere l'aspetto "vero" di ogni realtà.
1. L'immaginazione (eikasìa), dominio delle ombre e delle superstizioni
2. Gli oggetti sensibili, che danno origine alle false credenze (pìstis)
3. Le verità geometriche e matematiche, proprie della ragione discorsiva (diànoia)
4. Le idee intelligibili, raggiungibili solo per via speculativa e intuitiva (nòesis)

La dottrina platonica è inoltre spesso oggetto di fraintendimenti. Di fatto, come Platone stesso suggerisce in numerosi passi, è impossibile recuperare completamente la conoscenza del mondo delle Idee anche per il filosofo. La conoscenza perfetta di queste è propria solo degli dèi, che le osservano sempre. La conoscenza umana, nella sua forma migliore, è sempre filo-sofia, ossia amore del sapere, inesausta ricerca della verità. Ciò suggerisce una frattura "sofistica" all'interno del pensiero platonico: per quanto l'uomo si sforzi, il raggiungimento della verità assoluta è impossibile, perché confinata nel cielo iperuranio e dunque assolutamente inconoscibile. La parola, che è lo strumento utilizzato dal filosofo dialettico per persuadere le anime della verità e dell'esistenza delle idee, non rispecchia che parzialmente la realtà ultrasensibile, che è irriproducibile e non presentabile.
Per fare un esempio, è come se un insegnante, che pure ha presente come è fatto un triangolo, cercasse di spiegarlo ai suoi allievi senza poterglielo esibire o far vedere alla lavagna. Può forse persuadere loro di com'è fatto all'incirca un triangolo, ma la conoscenza degli alunni rimarrà comunque lontana da coloro che lo sanno rappresentare correttamente. La conoscenza del mondo delle idee dunque può essere solo intuita, mai comunicata; per conoscerla nel modo meno confutabile possibile ci si può basare al massimo sull'uso dei lògoi, ossia dei discorsi, ragionamenti in forma di dialogo svolti attorno a tali argomenti.
L'opera di ricerca filosofica deve limitarsi così al persuadere le anime, in maniera simile alla maieutica socratica. Qui Platone fa esplicito riferimento alla metafora della seconda navigazione: con questo termine i greci indicavano la navigazione a remi, più faticosa di quella a vela (prima navigazione) e usata in caso di necessità (come la mancanza di vento). La seconda navigazione consiste proprio nell'uso dei lògoi, che presuppongono una frattura radicale tra il pensiero-parola e la realtà. Platone, ben lungi dall'essere il filosofo della scienza forte e dottrinaria che per molti anni gli è stata erroneamente attribuita, ha scoperto, di fatto, l'impossibilità di raggiungere una verità piena e incontrovertibile.
La più compiuta teoria platonica della conoscenza, esposta nel dialogo Repubblica e altrimenti nota come teoria della linea, è quindi rappresentabile col seguente schema:
| immaginazione (εἰκασία) | credenza (πίστις) |

| pensiero discorsivo (διάνοια) | intellezione (νόησις) |

Solo la conoscenza intelligibile, cioè concettuale, assicura un sapere vero e universale; l'opinione invece, fondata sui due stadi inferiori del conoscere, è portata a confondere la verità con la sua immagine. Platone polemizza in proposito contro il materialismo di Democrito, secondo cui erano gli atomi, entità materiali fisse, a determinare la formazione o la distruzione degli elementi. Secondo Platone non ci sono in natura princìpi (o archè) ultimi e indivisibili: tutta la realtà fenomenica «scorre» in un continuo mutamento; al contempo però essa tende a costituirsi secondo forme atemporali che sembrano preesisterle. Proprio questo è il punto di cui Democrito non aveva saputo rendere ragione, ossia del perché la materia si aggreghi sempre in un certo modo, per formare per esempio ora un cavallo, ora un elefante. Ciò evidentemente è possibile perché dietro ogni animale deve esistere un'idea, cioè una «forma» precostituita per ogni tipo, spirituale e non materiale.
L'Idea è inoltre ciò che consente a Platone di conciliare il dualismo filosofico venutosi a creare tra Parmenide ed Eraclito: nelle idee risiede infatti la dimensione ontologica dell'Essere parmenideo, ma esse forniscono anche, in virtù della loro molteplicità, una spiegazione al divenire eracliteo che domina i fenomeni naturali, al quale Platone cercava una motivazione razionale che non lo riducesse a semplice illusione come aveva fatto Parmenide.

### La funzione del mito
Oltre al dialogo, una caratteristica peculiare di Platone nella sua esposizione della dottrina delle idee consiste nella reintroduzione, con la sua opera, del mito, quale forma di conoscenza tradizional-popolare che, cronologicamente, precedeva di molto la nascita della filosofia greca.
Platone ha un atteggiamento diversificato nei confronti del mito, che ritiene vada rivalutato in quanto utile, e anzi necessario, alla comprensione. Il mito va infatti inteso come esposizione di un pensiero ancora nella forma di racconto, quindi non come ragionamento puro e rigoroso. Esso ha una funzione allegorica e didascalica, presenta cioè una serie di concetti attraverso immagini che facilitano il significato di un discorso piuttosto complesso, cercando di renderne comprensibili i problemi, e creando nel lettore una nuova tensione intellettuale, un atteggiamento positivo nei confronti dello sviluppo della riflessione.
Il mito ha così una doppia funzione: da un lato è un semplice espediente didattico-espositivo di cui Platone fa uso per comunicare in maniera più accessibile e intuitiva le sue dottrine. Dall'altro è un mezzo per superare quei limiti oltre i quali l'indagine razionale non può andare, diventando un vero e proprio strumento di verità, una "via alternativa" al solo pensiero filosofico, grazie alla sua capacità di armonizzare unitariamente gli argomenti. Il mito è il momento in cui Platone esprime la bellezza della verità filosofica, in cui questa si manifesta anche con immagini e figure sensibili, e di fronte alla quale i discorsi razionali risultano insufficienti.
Le scienze rappresentano un sapere inferiore perché, pur trattandosi di argomentazioni necessarie e dimostrate, vivono di ipotesi. Classico esempio è la costruzione dei teoremi di geometria, basati su ipotesi e tesi, che Euclide raccolse e sistematizzò poco più d'un secolo dopo, e che erano parte di una tradizione tramandata oralmente. Se il mito pecca di scarso senso del rigore, e la scienza di incapacità di elevazione, entrambi però, in mancanza di una conoscenza migliore, hanno una loro dignità. L'unica forma di sapere che il filosofo non può mai accettare è la doxa, il mondo dell'opinione mutevole e transitoria.
I racconti mitici platonici toccano le questioni fondamentali dell'esistenza umana, come la morte, l'immortalità dell'anima, la conoscenza, l'origine del mondo, e le collegano strettamente ai temi e ai discorsi logico-critici, a cui il filosofo affida il compito di produrre una conoscenza e una rappresentazione vere della realtà.
I miti che si possono riscontrare nell'opera platonica sono approssimativamente i seguenti:
1. Mito dell'insoddisfazione del dissoluto[103]
2. Mito di Gige[104]
3. Mito dell'uomo-marionetta[105]
4. Mito di Aristofane o dell'androgino[106]
5. Mito della nobile menzogna[107]
6. Mito della nascita di Eros[108]
7. Mito dell'età dell'oro[109]
8. Mito di Epimeteo e Prometeo[110]
9. Mito di Theuth,[111]
10. Mito dei cicli cosmici[112]
11. Mito di Atlantide[113]
12. Mito del governo divino[114]
13. Mito della caverna[115]
14. Mito della reminiscenza[116]
15. Mito del giudizio delle anime[117]
16. Mito dell'immortalità dell'anima[118]
17. Mito di Er[119]
18. Mito del carro e dell'auriga[120]
19. Mito del ciclo delle incarnazioni[121]
20. Mito del Demiurgo[122]
21. Mito dell'anima del mondo[123]
22. Mito delle specie mortali[124]
23. Mito della provvidenza divina[125]

Tra i racconti platonici degni di nota per la loro ispirazione sono generalmente annoverati anche quello sulle forme di conoscenza o «la linea», e «il mistero dell'amore» sulla gerarchia del bello.

### La filosofia comeEros

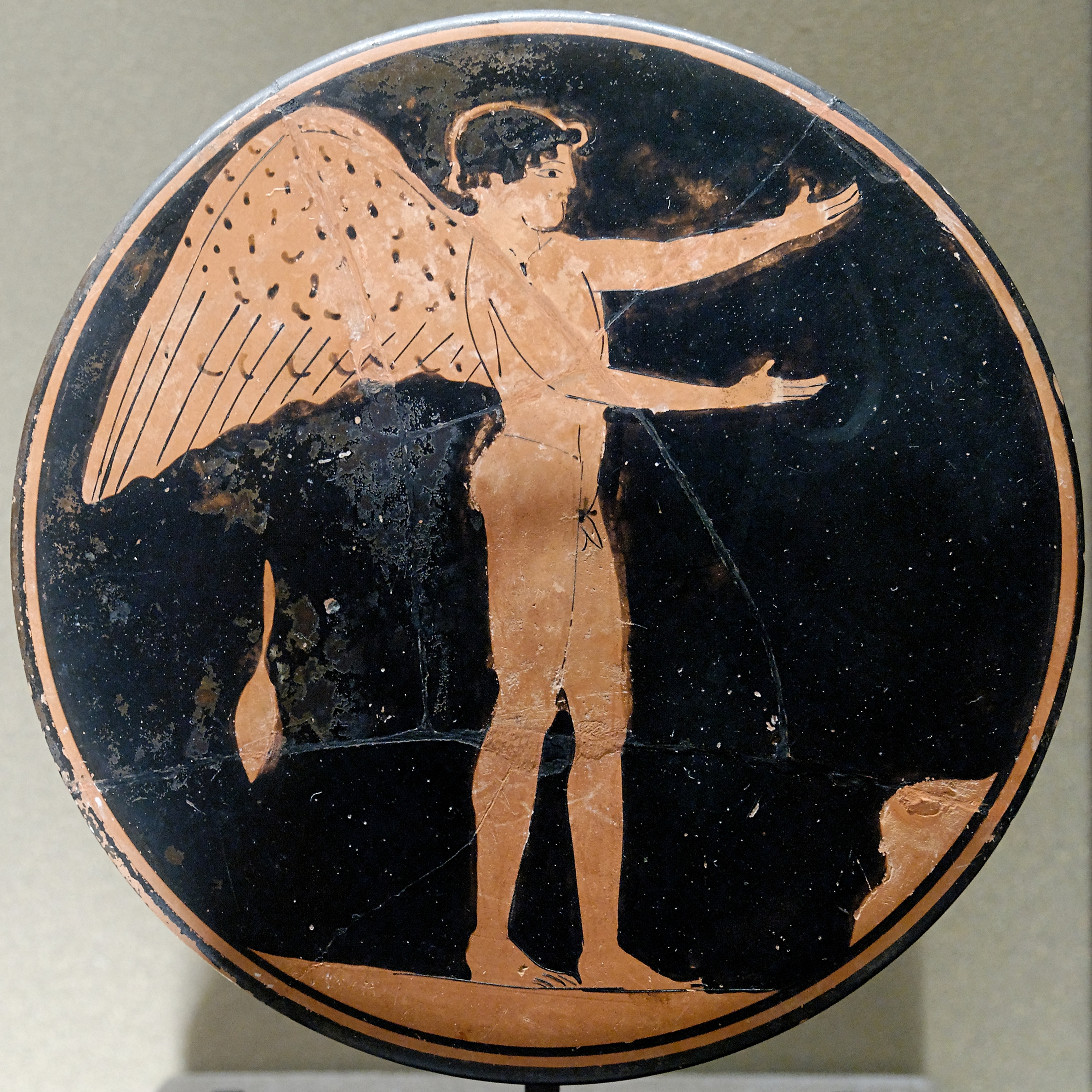
Eros, demone dell'Amore

È proprio per spiegare l'umano desiderio di conoscenza che Platone ricorre a un celebre mito, quello di Eros, dio greco dell'Amore e della forza, figlio di Poros e Penia, cioè di Risorsa e Povertà. Il filosofo, secondo Platone, è mosso da una tensione verso la verità con lo stesso desiderio d'amore che attrae due esseri umani.
Per la sua caratteristica di essere principio unificante del molteplice, la peculiarità di eros consiste essenzialmente nella sua ambiguità, ovvero nell'aspirazione alla verità assoluta e disinteressata (ecco la sua abbondanza); ma al contempo nel suo essere costretto a vagare nelle tenebre dell'ignoranza (la sua povertà). 
La contrapposizione tra verità e ignoranza viene sentita da Platone, come già dal suo maestro Socrate, come una profonda lacerazione, fonte di continua irrequietezza e insoddisfazione.
Si desidera infatti soltanto quello che non si ha, e l'uomo tende a una sapienza della quale si ricorda vagamente, ma di cui in realtà è povero. Si può notare come la ricerca di questa sapienza muova dalla stessa consapevolezza socratica del «sapere di non sapere». Platone aggiunge che l'uomo non desidererebbe con tanta forza una tale verità se non l'avesse mai vista, se non fosse certo che esiste. In tal senso, non solo si desidera quel che non si ha, ma di più si può affermare: si desidera soltanto ciò che non si ha più, che si è perso.
Per Platone vale l'ideale della kalokagathìa (dal greco kalòs kài agathòs), ossia «bellezza e bontà». Tutto ciò che è bello (kalòs) è anche vero e buono (agathòs), e viceversa. La bellezza delle idee che attira l'amore intellettuale del filosofo perciò è anche il bene dell'uomo. Il fine della vita umana diventa la visione delle idee e la contemplazione di Dio.
Tale contemplazione è sempre imperfetta nella dimensione del mondo sensibile, dominata dalla materia che, in quanto priva di essere, è un semplice non-essere. L'uomo si trova a metà strada tra questi due estremi: mentre le idee sono in sé e per sé, come realtà indipendente e assoluta (ab-soluta), appunto perché "sciolta da" ogni altra, non essendo relative ad altro da sé, l'uomo invece è calato nell'esistenza (da ex-sistentia, "essere fuori"). L'esistenza per Platone è una dimensione ontologica che non ha l'essere in proprio, ma esiste solo in quanto è subordinata a un essere superiore; egli la paragona a un ponte sospeso tra essere e non essere. L'uomo è dilaniato così da una duplice natura: da un lato avverte il richiamo del mondo iperuranio, in cui risiede la dimensione più vera dell'Essere, eterna, immutabile, e incorruttibile, ma dall'altro il suo essere è inevitabilmente soggetto alla contingenza, al divenire, e alla morte (non-essere).
Questa duplicità umana è vissuta dallo stesso Platone ora in maniera più ottimista, ora con toni decisamente più pessimisti. Da ciò deriva il disprezzo dei platonici per il corpo: Platone più volte nei dialoghi gioca con l'assonanza di parole sèma/sòma, ossia "tomba"/"corpo": il corpo come tomba dell'anima.

### L'ontologia
Il tema della frattura interiore dell'uomo porta a domandare: su che cosa si fondano, e che rapporto hanno le idee con gli oggetti della conoscenza sensibile? La risposta a questa domanda costituisce la cosiddetta ontologia platonica.

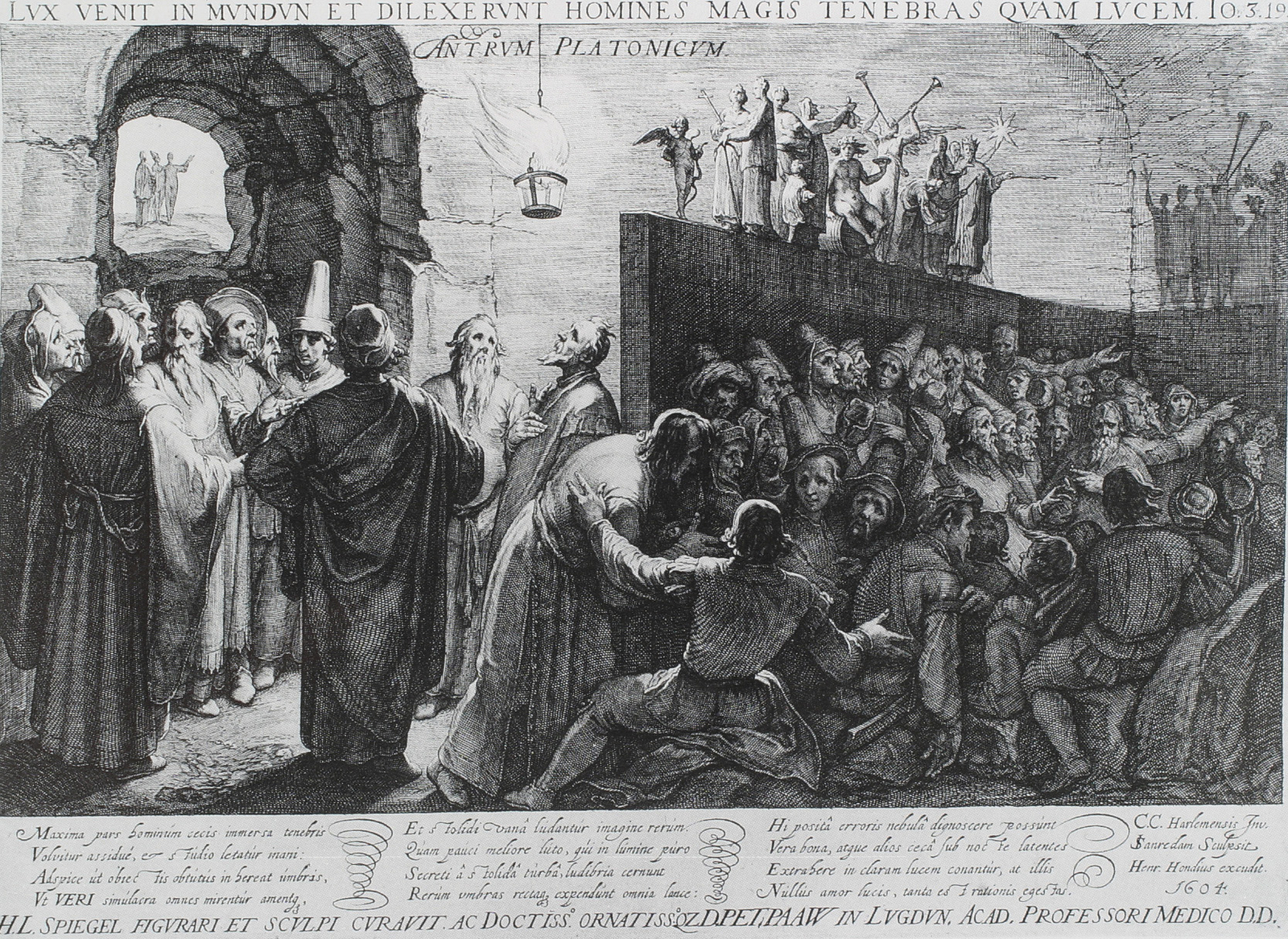
Il mito della caverna in un'incisione del 1604 di Jan Saenredam.

Il testo fondativo di questo aspetto del pensiero platonico è senza dubbio il celebre mito della caverna del libro VII de La Repubblica. In esso, il mondo sensibile è presentato come immagine evanescente e imperfetta del mondo delle idee, inteso invece come "mondo vero" e fondamento di tutto ciò che è. Platone stesso fornisce l'interpretazione dell'allegoria: lo schiavo che viene liberato dalla caverna rappresenta l'anima, che si libera dai vincoli corporei mediante la conoscenza. Gli elementi del mondo esterno rappresentano le idee, mentre gli oggetti dentro la caverna (e le immagini di questi proiettate sulla parete) non sono che le loro copie imperfette. Il sole, che permette di riconoscere l'aspetto vero della realtà, è simbolo dell'idea del Bene, l'idea suprema in vista della quale l'intero mondo delle idee è costituito e al quale essa conferisce la sua unità.
Una conferma di tale impostazione ontologica del reale è data nel mito narrato nel dialogo Fedro, attraverso l'immagine della faticosa salita dell'anima al cielo iperuranio delle idee, così descritte: «essenze incolori, informi e intangibili, contemplabili solo dall'intelletto (...) essenze che sono scaturigine della vera scienza».
Per testimoniare l'essere delle idee, Platone porta l'esempio delle figure geometriche, dei solidi platonici da lui stesso scoperti, dei triangoli e dei cerchi. In natura non esiste un cerchio o un quadrato perfetto, che pur ogni individuo conosce sapendone calcolare area e perimetro. Una tale capacità è dovuta al fatto che l'intelletto vede al di là del sensibile un'idea di cerchio e quadrato che non si trova nel mondo esteriore.
Soltanto nelle idee quindi si trova la dimora dell'Essere, che è una dimensione trascendente rispetto a quella della semplice esistenza. L'ontologia platonica si presenta così come "dualistica", comprensiva cioè di due piani concettuali, quello delle realtà sensibili e quello delle idee, tra i quali esiste una differenza ontologica, incolmabile e costitutiva della loro stessa natura. L'unico rapporto possibile tra il piano dei fenomeni e quello delle idee è quello "mimetico" (mimesis): ogni realtà sensibile (ente) ha il suo modello (eidos) nel mondo intelligibile. L'unico "salto" possibile tra i due livelli resta quello che può compiere l'anima umana, elevandosi attraverso la conoscenza dall'esistenza materiale a quella intellettuale. Platone, come già accennato, si rifà alla concezione orfica pitagorica dell'anima, ove questa infatti è scissa in due parti: la prima, mortale, che muore insieme al corpo, e la seconda, immortale, che secondo Pitagora si reincarna in altri corpi.

#### Ontologia e dialettica
Come conciliare la differenza tra mondo sensibile e intelligibile e tuttavia la loro corrispondenza?
Come partecipano tra loro i due piani della realtà? A queste domande è chiamata a rispondere la dialettica.
Il problema è legato storicamente alla presenza di Aristotele nell'Accademia, durante gli anni della tarda maturità platonica. È infatti presumibile che da un certo momento la critica aristotelica all'ontologia della differenza abbia costretto il vecchio maestro a rivedere criticamente le sue originali concezioni in funzione di un maggior "realismo" logico della teoria delle idee. In altri termini, la domanda è: se il mondo delle idee e quello empirico si contrappongono – essere e non-essere – che senso ha porre l'idea come causa della realtà apparente? Non sarebbe più coerente concludere, come già aveva fatto Parmenide, che esiste solo il mondo delle idee, riducendo il mondo della natura a pura illusione?
La prima soluzione che Platone aveva cercato a questa aporia era stata la teoria della partecipazione (mèthexis): le entità particolari parteciperebbero ognuna dell'idea corrispondente.
In una seconda fase, il filosofo aveva proposto come si è visto la teoria dell'imitazione (mimesis), secondo la quale gli enti naturali sarebbero imitazioni della loro rispettiva idea. A tal proposito Platone introdurrà nel Timeo, dialogo della vecchiaia, la figura del Demiurgo proprio per attribuirgli il ruolo di mediatore tra le due dimensioni. Il Demiurgo è un semi-dio che vitalizza il cosmo attraverso un'Anima del mondo, plasmando la chora, una materia già esistente ma sottoposta al caos, allo scopo di darle una forma sul modello delle Idee.

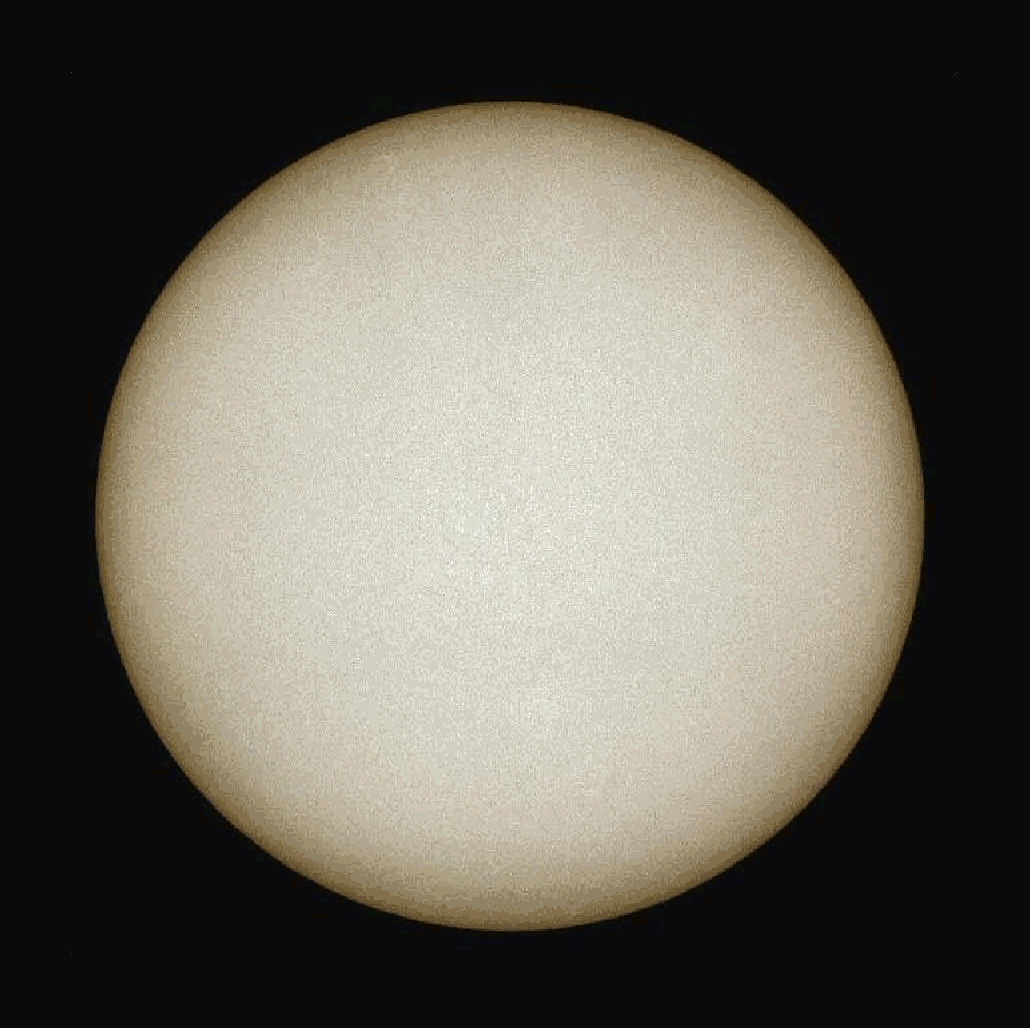
L'Essere secondo Parmenide: chiuso e incompatibile con il non-essere

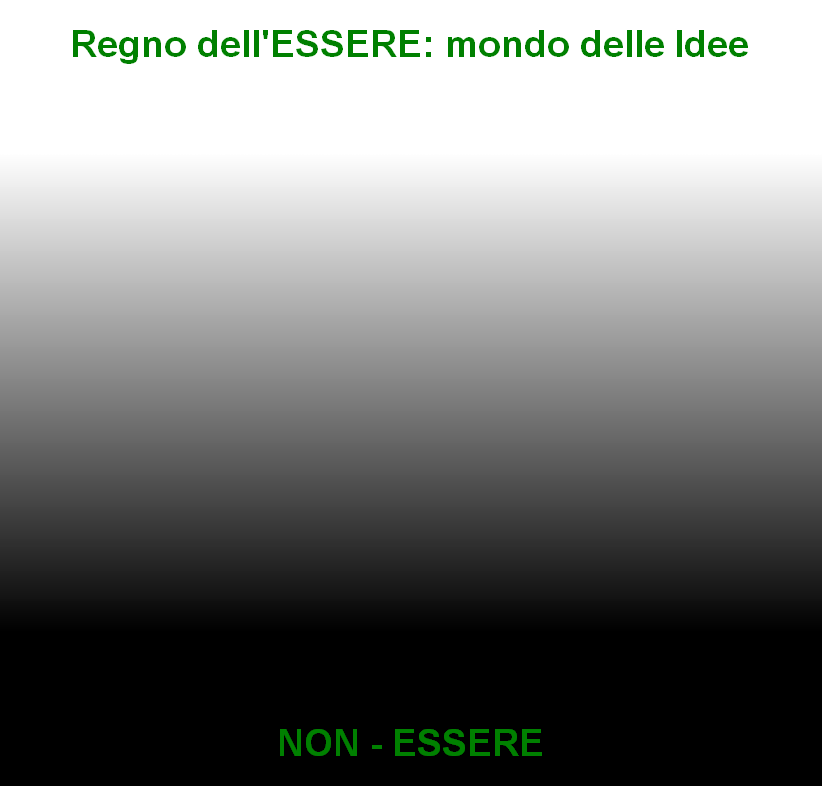
L'Essere secondo Platone: gerarchicamente strutturato secondo passaggi graduali che vanno da un minimo a un massimo

Entrambe le risposte però mantenevano aperte molte e complesse contraddizioni di carattere logico. In una terza fase Platone mette allora in discussione una delle basi parmenidee della sua ontologia, quella dell'immobilità dell'essere, attuando quello che lui chiama un «parricidio», ritenendosi egli filosoficamente "figlio" di Parmenide. Ora infatti il mondo delle idee assume l'aspetto di un sistema complesso, in cui trovano posto i concetti di diversità e molteplicità. Più che una contrapposizione tra idea e realtà, entra in gioco il principio della divisione (diairesis) del mondo intelligibile, che consente di collegare dialetticamente ogni realtà empirica al suo principio sommo. Ciascuna idea si articola con quelle a essa subordinate (più particolari) e sovraordinate (più generali), secondo regole dialettiche di somiglianza e comunanza, dando luogo a generi e specie; in cima a tutte sta l'idea del Bene. In questa ipotesi teorica entra in gioco la possibilità dell'errore: esso consiste nella determinazione di connessioni arbitrarie tra generi e specie, non rispettose delle loro relazioni logiche. Viene inoltre profondamente modificato il concetto stesso di "non-essere": esso non è più il "nulla", ma viene a costituirsi come il "diverso", come un'altra modalità dell'essere. In altri termini, ora anche il non-essere in certo qual modo è, perché non è più radicalmente contrapposto all'essere, ma esiste in senso relativo (relativo cioè agli enti sensibili). Il non-essere esiste come "corrosione" o decremento della bellezza originaria delle idee iper-uraniche calate nella materia per dare forma agli elementi, in un sinolo o unità di materia e forma, come dirà Aristotele; unione che si decomporrà poi con la morte o distruzione dei singoli enti.
La diairesi non elimina, naturalmente, il carattere trascendente delle idee, ma avvicina maggiormente il metodo dialettico alle possibilità conoscitive del metodo scientifico. Platone si vede costretto a postulare una tale gerarchia o suddivisione della realtà ontologica anche per rispondere al problema sorto con Parmenide, da lui definito «terribile e venerando», circa l'impossibilità di oggettivare l'Essere, al quale, secondo la filosofia eleatica, non si poteva attribuire nessun predicato. In tal modo però diventava impossibile conoscere l'Essere, e in ultima analisi pensarlo: una condizione che secondo Platone equivaleva di fatto al non-essere, del quale pure, a rigore, nulla si può dire.
Nel Sofista, pertanto, Platone postula cinque generi sommi (essere, identico, diverso, stasi e movimento) a cui tutte le idee possono essere subordinate; la conciliazione di unità, molteplicità, staticità e movimento è detta «rapporto di comunanza» (koinonìa).
Una notevole difficoltà che s'incontra studiando gli ultimi dialoghi di Platone (Parmenide, Sofista, Teeteto) è la definizione di dialettica, che Platone non dà mai. Nella Repubblica Platone ne parla come il metodo più efficace per raggiungere la verità. Nel Fedro si trova che la dialettica è un “processo di unificazione e moltiplicazione”: partendo cioè da un'analisi di certi fenomeni, si tratta di unificarli sotto un unico genere; mentre all'opposto la dialettica si occupa anche di dividere un genere in tutte le specie che comprende sotto di sé. Possiamo forse dire che l'Idea è di fatto un'unità del molteplice, che racchiude e assume in sé la caratteristica principale propria di alcuni esseri: si pensi per esempio all'idea del bello che unifica in sé tutte le varie realtà belle.
Nel Parmenide Platone dà una dimostrazione di come lavora la dialettica all'interno del discorso: si tratta di trovare tutte le risposte possibili a una domanda; poi, con un procedimento falsificatorio, si procederà col confutare una a una le risposte date, sulla base di certi princìpi; la risposta che non è falsificata dal procedimento è meno confutabile delle altre e dunque risulta più vera delle altre, mai però vera in senso assoluto. Si potrebbe obiettare a questo punto che tale applicazione della dialettica non corrisponde alla pseudo-definizione datane da Platone nel Fedro. Tale obiezione si rafforza tenendo conto che nel Filebo Platone riformula una nuova concezione. Nel dialogo infatti Socrate è impegnato a definire che cosa sia il piacere. Anzitutto i piaceri sono tanti oppure è solo uno? Filebo non sa rispondere, e allora Socrate pronuncia la famosa frase secondo cui «i molti sono Uno e l'Uno è molti».
Cosa significa quest'asserzione? Semplicemente ribadisce un principio proprio delle Idee, ossia quello di essere uniche e perfette, eppure, nel contempo, di riflettersi nella molteplicità del sensibile. La metodologia più coerente dell'applicazione della dialettica è probabilmente quella esposta nel Sofista: si tratta del metodo dicotomico. All'interno di una domanda si tratta di isolare il concetto che si vuole definire; nell'attribuire questo concetto a una classe più ampia nella quale siamo certi sia compreso il concetto medesimo; quindi nel suddividere tale classe in due parti, più piccole, per vedere in quale delle due sottoclassi è ancora compreso il concetto da trovare, e così via, suddividendo finché non troviamo più nulla da dividere e, dunque, la definizione trovata è proprio quella del concetto che volevamo spiegare. Pur presentandosi come scienza (epistème), la dialettica, è bene ribadirlo, è solo un procedimento rigoroso, che però non riesce mai ad arrivare alla verità (sempre per il fatto che si serve dei lògoi). Si può dire allora che la scienza presentata da Platone non è certo quella a cui cercherà di approdare per esempio Cartesio nel Seicento, o in seguito Hegel. Da notare che anche Aristotele, nonostante le sue critiche a Platone, collocava i princìpi primi al di sopra del ragionamento dimostrativo sillogistico, giudicandoli raggiungibili solo attraverso l'intuizione intellettuale.
Nel Cratilo, contemporaneo o di poco precedente alla Repubblica, Platone si pone il problema, decisivo per l’impiego della dialettica a fini conoscitivi, della relazione fra nome e cosa, fra parola e realtà. Il dialogo si risolve in un contrasto fra la tesi di Ermogene, che considera il nome una semplice sequenza di suoni convenzionalmente scelta per riferirsi a un oggetto, e la tesi di Cratilo, allievo del vecchio Eraclito, che sosteneva la piena espressione dell’essenza del nominato nel nome, e considerava i nomi espressioni forgiate da un Onomaturgo in grado di esprimere l’essenza della cosa nominata. Alcuni studiosi contemporanei, in base ai loro orientamenti, hanno sostenuto che Platone ha dato il suo assenso ora alla tesi di Ermogene, ora alla tesi di Cratilo.
Gérard Genette, nell'opera Mimologie. Viaggio in Cratilia (1976), parte dal discorso di Platone per argomentare l'idea di arbitrarietà del segno: secondo questa tesi, già sostenuta dal grande linguista Ferdinand de Saussure, il collegamento tra la lingua e gli oggetti non è naturale, ma culturalmente determinato. Le idee sviluppate nel Cratilo, benché datate, sono state un importante punto di riferimento nello sviluppo della linguistica. Sulla base del Cratilo Gaetano Licata ha ricostruito, nel saggio Teoria platonica del linguaggio. Prospettive sul concetto di verità (2007, Il Melangolo), la concezione platonica della semantica, in base alla quale i nomi avrebbero un legame naturale, (una fondatezza essenziale) col loro "nominatum". Questo autore sostiene che Platone accoglie la tesi di Cratilo.

### Lo Stato filosofico

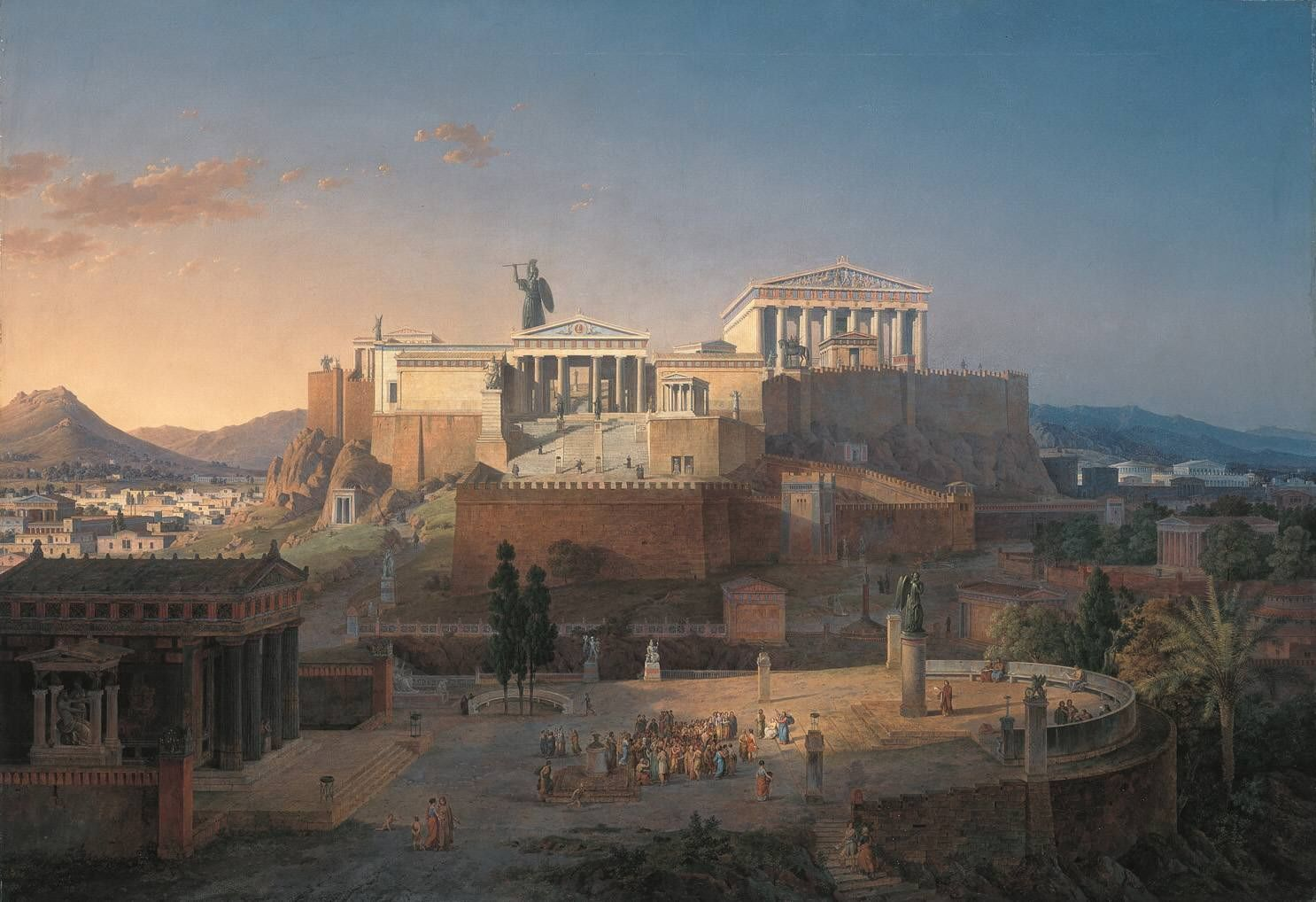
La Città-stato dell'antica Grecia, in un dipinto di epoca romantica

Il dualismo che Platone aveva teorizzato tra verità e apparenza, anima e corpo, si riflette anche nella concezione politica. Come la sapienza è distinta dall'ignoranza, così anche i filosofi vanno distinti da coloro che sono rimasti fermi a una conoscenza puramente sensibile del mondo.
Uno Stato che assegni ai suoi cittadini funzioni incompatibili col livello di sapienza da essi raggiunto diventa disarmonico e rischia facilmente di degenerare. Si può notare qui come Platone interpreti la società in analogia a un organismo vivente. Il compito di far rispettare l'armonia tra le parti spetta a coloro che più hanno saputo recuperare la reminiscenza dell'idea del Bene: i filosofi. Costoro hanno dunque il compito di governare. La loro funzione è identica a quella che nell'anima umana, secondo la tripartizione platonica, spetta all'anima razionale: la coordinazione e il governo delle altre due, l'intellettiva e la concupiscente. Nel mito del carro e dell'auriga l'anima razionale è infatti assimilata a un cocchiere che deve sapere bene indirizzare i due cavalli a lui sottomessi, affinché il carro proceda rettamente.
Una sana organizzazione dello Stato è dunque il riflesso dell'organicità dell'anima umana, a cui i filosofi sono preposti. L'anima irascibile o volitiva, simboleggiata dal cavallo bianco, diventa virtuosa quando è caratterizzata da coraggio e audacia: essa trova il suo corrispettivo nella classe dei guerrieri, che hanno il compito di difendere la città. L'anima concupiscibile, simboleggiata dal cavallo nero, è rappresentata infine dagli artigiani e i commercianti, che devono sapere sviluppare la virtù della temperanza; costoro sono più portati al lavoro produttivo.
(Platone, Repubblica, IV, 420c)
Quando ogni classe conduce al meglio il proprio compito, ognuno nella sua autonomia, lo Stato ne risulta armonicamente beneficiato. La concezione politica di Platone si fonda quindi su un forte senso della giustizia, che d'altronde aveva ispirato tutta la sua dottrina delle idee. La preoccupazione di Platone tra l'altro è la stessa che aveva animato il suo maestro Socrate quando lo aveva spinto a fare opera di maieutica presso i suoi concittadini, e nasce da una sostanziale sfiducia verso i metodi politici vigenti nella sua epoca: questi sono responsabili, secondo Platone, di curare solo gli aspetti esteriori e transitori dell'individuo, trascurando l'interiorità dell'anima.
Affinché la classe dei governanti e dei guerrieri non si faccia distrarre da interessi terreni e personali, essi sono chiamati a mettere in comune ogni proprietà; i loro figli analogamente non dovranno appartenere alle rispettive famiglie, ma sarà la collettività a prendersi cura di loro. Sono inoltre disapprovate da Platone le usanze educative del suo tempo basate sulle espressioni artistiche come la poesia o la musica, perché invece di proporre esempi di moralità si limitano a una sterile imitazione del mondo sensibile, già a sua volta imitante l'idea. Nel suo Stato filosofico non c'è neppure bisogno di leggi positive: ogni individuo infatti non deve rispondere a comandi impartiti dall'esterno, ma obbedire alla sua propria attitudine interiore. In virtù di quest'ultima, le tre classi-funzione della città platonica sono dinamiche, e non vengono assegnate alla nascita: è solo durante l'educazione selettiva che si arriva a stabilire quale ruolo ogni individuo sia più adatto a svolgere, poiché, come Platone spiega nel mito delle stirpi, ognuno possiede un'indole che indirizza l'individuo a uno solo dei tre percorsi.
| Stato                                                                 | Corpo  | Anima          | Virtù corrispondente |
| --------------------------------------------------------------------- | ------ | -------------- | -------------------- |
| Governanti                                                            | Testa  | Razionale      | Sapienza             |
| Guerrieri                                                             | Torace | Volitiva       | Coraggio             |
| Artigiani                                                             | Addome | Concupiscibile | Temperanza           |
| Il rapporto esistente fra le tre parti dell'uomo e quelle dello Stato |        |                |                      |

Il modello educativo di Platone (paidèia) si basa sulla selezione per tappe: il giovane è sottoposto a una prima istruzione da parte dello Stato comprendente, oltre alla ginnastica e al combattimento (ossia l'esercizio del corpo), anche la musica (ossia l'esercizio dello spirito) purché esprima davvero l'amore per il Bello ideale e non per le bellezze sensibili. L'istruzione tuttavia non va imposta con la forza «poiché un uomo libero dev'essere libero anche nella conquista del sapere». Se l'educando si dimostra all'altezza, egli viene privilegiato ed educato alla matematica, col fine di diventare stratega, e all'astronomia, disciplina solo teorica il cui fine è elevare l'animo. Tra i migliori infine vengono scelti coloro che, per diventare buoni governanti, intraprenderanno lo studio della filosofia e della dialettica, la massima scienza. Non essendoci differenze esteriori di nascita, anche le donne sono chiamate, ognuna secondo la propria inclinazione ad assolvere le stesse funzioni degli uomini, comprese la guerra e il governo, avendo i loro stessi diritti-doveri.
(Platone, Repubblica, V, 455d)
L'educazione dei giovani cittadini consente così di costruire una civiltà armonica in grado di prevenire le forme degenerative della timocrazia, della plutocrazia e della democrazia, che sfociano tutte inevitabilmente nel peggiore dei governi: la tirannide.
Lo Stato ideale tracciato da Platone è stato oggetto di alcune critiche (tra cui quelle di Karl Popper in La società aperta e i suoi nemici); si è parlato in proposito di comunismo platonico, presumendo di vedere in esso un'anticipazione della società egualitaria prospettata da Karl Marx. Quello di Platone è tuttavia un comunismo etico, non sociale, che propone l'abolizione della proprietà, ma solo per le classi superiori; la distinzione stessa tra le classi viene mantenuta. Margherita Isnardi Parente parla in proposito di comunismo morale dei governanti, non di popolo, ristretto cioè a pochi. Lo stesso Marx rimproverava a Platone di avere ideato uno stato diviso in rigide caste, unendosi alle critiche di coloro che ravvisano nella sua utopia un carattere aristocratico. Occorre anche qui precisare tuttavia che l'aristocrazia platonica è del tutto diversa da quella tradizionale fondata sulla stirpe sociale. I "migliori" che Platone chiama a governare infatti sono aristocratici in un senso intellettuale: non per un diritto acquisito con la nascita, ma secondo criteri morali rinvenibili in chiunque.

### Il problema dell'arte
Come scrittore di prosa e occasionalmente anche di poesia, Platone era un artista di grande talento e come esteta istruito si rivolse, come ovvio, al bello. Da un punto di vista filosofico, tuttavia, il suo rapporto con l'arte - arti visive e performative, musica e letteratura - era ambivalente, e in gran parte persino negativo.
La sua critica all'arte, sviluppata in connessione con la sua filosofia politica, ha suscitato scalpore sin dai tempi antichi. A causa dell'effetto straordinariamente potente dell'arte sulle menti sensibili, Platone riteneva che lo stato dovesse regolare le manifestazioni artistiche al fine di prevenire gli effetti disastrosi legati a forme d'arte dannose per la comunità. Pertanto, nel suo stato ideale non tollerava i poeti. Solo il tradizionale, il collaudato e il semplice hanno trovato la sua approvazione; non accettava innovazioni, dal momento che potevano compromettere la caratteristica ideale, armoniosa e stabile della società.
Platone preferiva la bellezza delle forme geometriche a quella degli esseri viventi o delle opere d'arte, poiché quest'ultime sono solo relativamente belle, mentre certe figure geometriche regolari sono belle in senso assoluto. Ordine, misura (appropriatezza) e proporzioni armoniche (συμμετρία: simmetría) erano, per lui, criteri decisivi della bellezza, poiché davano unità alle cose; una deviazione arbitraria da questa norma (e l'eccessività) portano alla bruttezza.
La disapprovazione di Platone per le arti visive si basava sulla convinzione che nell'ordine gerarchico dell'essere il relativamente inferiore è solo un'immagine del relativamente superiore e come tale è in una certa misura meno perfetto rispetto a esso. Quindi, la vera lotta umana per il miglioramento può esprimersi solo nell'allontanarsi dalle immagini spurie rivolgendosi invece agli archetipi. Tuttavia, poiché sia la pittura che la scultura non erano altro che imitazioni della natura per Platone (concetto di mimesi) e la natura stessa era un'immagine del mondo delle idee, egli vide nel trattare tali arti solo un percorso dall'archetipo all'immagine e quindi una discesa e un'aberrazione.
L'arte, secondo Platone, non ha a che fare con l'idealità. Non è un modo possibile di concepire la verità. Essa si trova nel percorso inverso che porta dal materiale all'ideale. Di fatto l'astrazione artistica è a un grado ontologico e gnoseologico inferiore rispetto alle cose.
Dal suo punto di vista, l'opera d'arte era, nel migliore dei casi, copia vera e quindi duplicazione non necessaria di originali che non avrebbero mai potuto superare. Inoltre, Platone vedeva tale creazione artistica come un espediente e un passatempo, una distrazione da compiti importanti. Ha condannato in modo particolarmente aspro le opere d'arte con le quali l'artista non si sforza nemmeno di imitare le cose naturali il più fedelmente possibile, ma piuttosto di creare illusioni o esprimere il soggettivo. Il suo giudizio dispregiativo non si applicava all'architettura, che non annovera tra le arti imitative (mimetiche), ma tra le arti "creative" (poietiche), che producono cose reali invece di limitarsi a raffigurarle.
La sua critica a certe forme di musica e di poesia iniziava principalmente su un altro punto, cioè sull'effetto "demoralizzante" che attribuiva loro. Con questo argomento si rivoltò contro la chiave lidia, contro la musica per flauto e contro poesie come quelle di Omero ed Esiodo. Dava per scontato che la cattiva musica intensificasse gli affetti inferiori, minacciando il dominio della ragione sulla vita emotiva e quindi rovinando il carattere, mentre la cattiva poesia diffonde bugie. D'altra parte, ha valutato positivamente altre chiavi, poesie inni religiosi e poesie di lode per brave persone e ha attribuito loro un'influenza positiva sulla formazione del carattere. Ciò che trovava buono in poesia non lo considerava i risultati propri dei poeti, ma lo attribuiva all'ispirazione divina. Per descrivere l'entusiasmo che nasce da tale lavoro, ha usato il termine ambivalente e positivo di rabbia (μανία: manía); nel poeta ispirato vide un mediatore tra gli dei e gli uomini. L'arte come portatrice di valori politici era giustificabile, sebbene Platone ritenesse comunque che non fosse un grado eccelso di espressione, al contrario della dialettica e della filosofia.
Platone distingueva le forme poetiche in base all'estensione della parte mimetica in esse. Rifiutava completamente il dramma come forma scenica e quindi puramente mimetica e riproduzione diretta, soprattutto perché includeva anche personaggi discutibili o cattivi, la cui imitazione da parte degli attori considerava dannosa. Considerava accettabile la narrazione e la riproduzione solo indiretta di forme di poesia con una bassa componente mimica (dithyrambos, poesia epica), a condizione che il contenuto non fosse moralmente discutibile.

## Le dottrine non scritte: l'Uno e la Diade
(Platone, Lettera VII, 341 C 5 - D 2)
Come suggerisce il contenuto della Lettera VII, e secondo quanto si è accennato in più punti, Platone avrebbe omesso nei suoi scritti di parlare di alcune questioni della massima importanza. Alcuni esponenti della cosiddetta scuola di Tubinga (tra gli altri Hans Joachim Krämer, Konrad Gaiser e Thomas Alexander Szlezák) e dell'Università Cattolica di Milano (Giovanni Reale) sostengono che effettivamente una parte rilevante delle teorie platoniche non sia mai stata messa per iscritto, e tuttavia ritengono di poter ricavare, da alcuni accenni sparsi nei dialoghi e da alcune considerazioni polemiche presenti nella Metafisica di Aristotele (Libri I, XIII e XIV), le linee di fondo delle cosiddette "dottrine non scritte". Secondo le suddette scuole, dunque, la filosofia di Platone non si esaurirebbe nei suoi scritti ma, anzi, parte di essa potrebbe essere recuperata facendo ricorso alla cosiddetta "tradizione indiretta".
Tale critica all'esegesi dell'opera platonica procede lungo un percorso storico che aveva visto la modernità, soprattutto con Friedrich Schleiermacher (1768-1834), manifestare la convinzione che gli scritti di Platone contenessero in maniera esaustiva le sue dottrine, rigettando così l'interpretazione allegorica delle sue opere compiuta dagli autori medioplatonici e neoplatonici.
Ma già Friedrich Nietzsche aveva individuato la contraddizione tra la tesi di Schleiermacher e le affermazioni del filosofo ateniese contenute nel Fedro. Secondo Nietzsche, lo scritto ha per Platone il solo scopo di far richiamare alla memoria degli allievi le conoscenze già apprese oralmente all'interno dell'Accademia.
In seguito Heinrich Gomperz (1873-1942) partendo da un'interpretazione del passo 341 c. della lettera VII di Platone, sostenne che una piena comprensione dell'opera di Platone poteva avvenire solo attraverso le testimonianze indirette:
(Heinrich Gomperz, Op.cit., citato in Giovanni Reale, Autotestimonianze e rimandi dei dialoghi di Platone alle "dottrine non scritte", Bompiani, Milano 2008, pagg. 48-9)
Negli anni venti Hans-Georg Gadamer scopriva anch'egli le "dottrine non scritte", seppure le ritenesse basilari unicamente per la comprensione della matematica in Platone.
Il primo autore che ha affrontato organicamente la nuova interpretazione di Platone è stato comunque Hans Joachim Krämer con il suo Platone e i fondamenti della metafisica. Saggio sulla teoria dei principi e sulle dottrine non scritte di Platone contestualmente tradotto in italiano da Giovanni Reale nel 1982 per la casa editrice milanese Vita e Pensiero.
Dopo Krämer, e altri autori della scuola di Tubinga, è intervenuto lo stesso Giovanni Reale che ha applicato a questa nuova interpretazione i canoni epistemologici di Thomas Kuhn ritenendo il lavoro di Tubinga come un "nuovo paradigma ermeneutico".
Un'analisi del testo di Fedro (276A, 276E, 277B) unitamente alla Lettera VII sono per questi studiosi più che sufficienti a dimostrare l'autotestimonianza dello stesso Platone del fatto che il filosofo non affida e non comunica tutto il suo insegnamento sui "rotoli di carta" ma soprattutto quelli di maggior valore li redige direttamente negli animi degli uomini in grado di comprenderli.
Questi insegnamenti "non scritti" sono per questi autori il cuore delle dottrine platoniche e, facendo leva sulla testimonianza di Aristotele e dei suoi commentatori Alessandro di Afrodisia e Simplicio, ritengono che per Platone l'intera realtà, non solo quella sensibile ma anche del mondo delle Idee, sia il risultato di due Principi primi: l'Uno e la Diade. Tale concezione, di tipo pitagorico, intende l'Uno (il «Bene» dei dialoghi) come tutto ciò che è unitario e positivo, mentre la Diade, ovvero il mondo delle differenze e della molteplicità, genera il disordine.
È evidente che questo nuovo paradigma interpretativo del pensiero di Platone non intende più il mondo delle Idee come la dimensione ontologica primaria, ma restringe questa condizione ai soli Principi primi. Le Idee "procedono" da quei due Principi partecipando dell'unità e distinguendosene per difetto o per eccesso; le stesse Idee quindi entrano in relazione con la materia e generano gli enti sensibili, che partecipano dell'Idea corrispondente e se ne differenziano secondo la Diade, sempre per eccesso o per difetto.
Ne consegue che le stesse Idee sarebbero "generate", forse ab aeterno; il bene, poi, nel mondo sensibile, dove non può esservi unità, ma solo molteplicità, consiste nell'armonia delle parti, come si evince anche dai dialoghi.

## La fortuna di Platone
La filosofia platonica costituisce una tappa fondamentale dell'intera storia della filosofia occidentale, che si riconosce di lui debitrice. Friedrich Nietzsche, per esempio, nonostante la sua opposizione al socratismo e al platonismo, arriva a definirlo «il figlio più bello dell'antichità»; il filologo tedesco Wilhelm von Christ, invece, nell'atto di redigere la sua Geschichte der griechischen Literatur, qualifica Platone come «un bellissimo gioiello».
Leibniz, in una sua lettera, sostiene che chi riuscisse a "ridurre a sistema" l'intera filosofia di Platone assurgerebbe allo statuto di benemerito dell'umanità.
Come disse Ralph Waldo Emerson: 
Sempre a questo proposito, Alfred North Whitehead ha sostenuto che «tutta la storia della filosofia occidentale non è che una serie di note a margine su Platone».

### Traduzione delle opere di Platone
La maggior parte dei suoi scritti fu tradotta in latino circa 200 anni dopo il recupero delle opere di Aristotele. Nel Medioevo, l'unica opera di Platone in circolazione era la prima parte del Timeo (che delinea la cosmologia platonica), tradotta con commentario da Calcidius (o Chalcidius). Traduzioni del Menone e del Fedone erano state realizzate nel XII secolo da Enrico Aristippo, tuttavia la loro diffusione rimase limitata; inoltre alcune traduzioni di opere platoniche si persero in epoca medievale. Fu soltanto con Marsilio Ficino, nel Rinascimento, che tutte le opere di Platone furono tradotte e commentate.

### Il platonismo matematico
Il fatto che Platone, nell'ampiezza dei suoi interessi etici e metafisici, abbia assunto i numeri e le forme geometriche come enti reali ha indotto matematici moderni a condividerne il realismo relativo alla matematica e ai suoi oggetti. Si tratta della corrente chiamata "platonista" della matematica, che vede aderirvi anche matematici di indirizzo filosofico non platonico, come Bertrand Russell e Kurt Gödel.
Secondo alcuni autori perciò si deve a Platone e alla sua scuola anche lo sviluppo della matematica e la fondazione del pensiero scientifico.

### Opere edite
- Omnia Platonis Opera, Venise, 1513.
- Platonis omnia Opera cum commentariis Procli in Timaeum et Politica, Bale, 1534.
- Platonis Opera quae extant omnia, ex nova Joan. Serrani interpretatione, perpetuis ejusdem notis illustrata, 3 volumi, Paris, H. Estienne, 1578.
- Plato, Opera Recognovit brevique adnotatione critica instruxit I. Burnet, Oxford, Clarendon Press 1906-7 e ristampe (5 volumi).
- (LA) Plato, Tetralogias. 1-2, Oxonii, Clarendon Press, 1899. URL consultato il 20 aprile 2015.
- (LA) Plato, Tetralogias. 3-4, Oxonii, Clarendon Press, 1910. URL consultato il 20 aprile 2015.
- (LA) Plato, Tetralogias. 5-7, Oxonii, Clarendon Press, 1903. URL consultato il 20 aprile 2015.
- (LA) Plato, Tetralogias. 8, Oxonii, Clarendon Press, 1905. URL consultato il 20 aprile 2015.
- (LA) Plato, Tetralogias. 9, 1, Oxonii, Clarendon Press, 1913. URL consultato il 20 aprile 2015.
- (LA) Plato, Tetralogias. 9, 2, Oxonii, Clarendon Press, 1913. URL consultato il 20 aprile 2015.
- Platonis Opera Recognovit brevique adnotatione critica instruxerunt E. A Duke, W. F. Hicken, W. S. M. Nicoll, D. B. Robinson, J. C. G. Strachan – vol. I (Eutyphro, Apologia, Crito, Phaedo, Cratylus, Theaetetus, Sophista, Politicus) - New York, Oxford University Press 1995 (revisione dell'edizione Burnet).

### Traduzioni italiane
- Platone, Fedone, a cura di Manara Valgimigli, Laterza, Bari 1949
- Platone, I dialoghi, l'apologia e le epistole, versione e interpretazione di Enrico Turolla, Rizzoli Editore, Milano, 1953 (3 volumi)
- Platone, Opere complete, a cura di G. Giannantoni, Laterza, Roma-Bari 1982-1984 (9 voll.)
- Platone, Dialoghi, a cura di G. Cambiano e F. Adorno, UTET, Torino 1995-2008 (5 voll.)
- Platone, Tutti gli scritti, a cura di G. Reale, Bompiani, Milano 1997 ISBN 88-18-22018-7
- Platone, Minosse o della legge, a cura di Ciro Sbailò, Liberilibri, Macerata 2002.
- Platone, La verità, traduz. e note di Emidio Martini, Lorenzo Barbera editore, Siena 2006 ISBN 88-7899-103-1
- Platone, Dialoghi, versione di Francesco Acri a cura di Carlo Carena (con Appendice di Mario Vegetti, Quindici lezioni su Platone), Mondadori, Milano 2008
- Platone, Tutte le opere, a cura di E.V. Maltese, Newton Compton, Roma 1995, 20092

### Studi
- A. Bortolotti, La religione nel pensiero di Platone: dai primi dialoghi al 'Fedro', Firenze 1986 ISBN 88-222-3664-5.
- A. Bortolotti, La religione nel pensiero di Platone: dalla 'Repubblica' agli ultimi scritti, Firenze 1991 ISBN 88-222-3834-6.
- A. Labellarte, Critone e le Leggi. Legge Morale e Legge Scritta. Platone e la realtà politica e sociale del suo tempo, Firenze Atheneum (collana Collezione Oxenford), Firenze 2010. ISBN 978-88-7255-375-6.
- A. Longo, La tecnica della domanda e le interrogazioni fittizie in Platone, Scuola Normale Superiore, Pisa, 2000.
- Giuseppe Cambiano, Platone e le tecniche, Einaudi, Torino 1971 (poi: Laterza, Roma-Bari 1991).
- The Cambridge Companion to Plato, a cura di Richard Kraut, Cambridge 1992.
- G. Casertano, Il nome della cosa. Linguaggio e realtà negli ultimi dialoghi di Platone, Napoli 1996.
- G. Cerri, Platone sociologo della comunicazione, Milano 1991.
- G. Compagnino, Metafisica dell'immagine. Platone e il linguaggio della poesia fra magia e retorica, in «Quaderni Catanesi di studi classici e medievali», 1 (1979), pp. 159–216; 2 (1979), pp. 499–538; 3 (1980), pp. 137–176.
- G. Compagnino, La poesia e la città. Ethos e mimesis nella 'Repubblica' di Platone, in«Siculorum Gymnasium», 1990, pp. 3–8.
- Gian Carlo Duranti, Verso un Platone 'terzo'. Intuizioni e decezioni nella scuola di Tübingen, Marsilio editore, Venezia 1995 (tradotto in inglese e tedesco).
- Francesco Adorno, Introduzione a Platone, Laterza, Roma-Bari 2005 ISBN 88-420-1427-3.
- Francesco Adorno, Due tipi di 'discorso' in Platone: 'mito' e 'logos', in Pensare storicamente, parte I, § 4, Olschki, Firenze 1996 ISBN 88-222-4399-4.
- Franco Ferrari, I Miti di Platone, RCS libri (BUR), Milano 2006 ISBN 88-17-00972-5.
- Franco Ferrari, Il Teeteto e l'epistemologia di Platone, in «Elenchos» Rivista di studi sul pensiero antico, Bibliopolis, Napoli, Anno XXXIV - 2003.
- F. Fronterotta, Methexis. La teoria platonica delle idee e la partecipazione delle cose empiriche, Scuola Normale Superiore, Pisa 2001.
- F. Fronterotta, Guida alla lettura del Parmenide di Platone, Laterza, Roma-Bari, 1998.
- Hans-Georg Gadamer, Studi platonici, trad. it., Marietti, Casale Monferrato 1983-84.
- K. Gaiser, Il paragone della caverna. Variazioni da Platone a oggi, trad. it., Bibliopolis, Napoli 1985.
- Olof Gigon, La teoria e i suoi problemi in Platone e Aristotele, trad. it., Napoli 1987.
- George Grote, Plato and the Other Companions of Sokrates, volume 1, Murray, 1867.
- E. Havelock, Cultura orale e civiltà della scrittura da Omero a Platone, trad. it., Laterza, Roma-Bari 1973.
- V. Hösle, I fondamenti dell'aritmetica e della geometria di Platone, trad. it., Vita e Pensiero, Milano 1994.
- P. Impara, Platone filosofo dell'educazione, Armando, Roma 2002.
- P. Friedländer, Platone (1930), a cura di A. Le Moli, Bompiani, Milano 2004.
- Massimo Bontempelli, Fabio Bentivoglio, Platone e i preplatonici, Istituto Italiano per gli Studi Filosofici Press, Napoli 2011 ISBN 978-88-905957-3-8.
- Martin Heidegger, L'essenza della verità. Sul mito della caverna e sul «Teeteto» di Platone, a cura di Hermann Mörchen, edizione italiana a cura di Franco Volpi, 3ª ed., Milano, Adelphi, 2009  [1988], ISBN 978-88-459-1279-5.
- Martin Heidegger, Il «Sofista» di Platone, a cura di Ingeborg Schüẞler, edizione italiana a cura di Nicola Curcio, Milano, Adelphi, 2013  [1992], ISBN 978-88-459-2847-5.
- Martin Heidegger, Parmenide, a cura di Manfred S. Frings, edizione italiana a cura di Franco Volpi, traduzione di Giovanni Gurisatti, 2ª ed., Milano, Adelphi, 2005  [1992], ISBN 978-88-459-1471-3.
- Margherita Isnardi Parente, Platone, Laterza, Bari 1996.
- Werner Jaeger, Paideia. La formazione dell'uomo greco, trad. it., La Nuova Italia, Firenze 1959.
- C. H. Kahn, Platone e il dialogo socratico. L'uso filosofico di una forma letteraria, trad. it., Vita e Pensiero, Milano 2008.
- A. Koiré, Introduzione a Platone, Vallecchi, Firenze 1973.
- H.G. Krämer, Platone e i fondamenti della metafisica. Saggio sulla teoria dei principi e sulle dottrine non scritte di Platone, intr. e trad. di G. Reale, Vita e Pensiero, Milano 1982, 20016 ISBN 88-343-0731-3.
- H.G. Krämer, Dialettica e definizione del Bene in Platone: interpretazione e commentario storico-filosofico di Repubblica VII 534 B 3-D 2, Vita e Pensiero, Milano 1989 ISBN 88-343-0857-3.
- Gaetano Licata, “Teoria platonica del linguaggio. Prospettive sul concetto di verità”, Il Melangolo, Genova, 2007.
- E. Moutsopoulos, La musica nell'opera di Platone, Vita e Pensiero, Milano 2002.
- A. Muni (a cura di), Platone nel pensiero moderno e contemporaneo, 15 volumi, Limina Mentis, Villasanta (Monza Brianza) 2014-2021.
- Debra Nails, The People of Plato. A Prosopography of Plato and Other Socratics, Hackett, 2002, ISBN 978-0-87220-564-2.
- L. M. Napolitano Valditara, Platone e le "ragioni" dell'immagine, Vita e Pensiero, Milano 2007 ISBN 978-88-343-1394-7.
- U. Pagallo, Plato's Daoism and the Tübingen School, in «Journal of Chinese Philosophy», 32, 4, pp. 597–613 ISSN 0301-8121.
- D. Pesce, Il Platone di Tubinga, Brescia 1990.
- C. Quarta, L'utopia platonica. Il progetto politico di un grande filosofo, Bari 1993.
- R. Radice, "Plato, Lexicon", Biblia, Milano 2003, pag. 1006 (electronic edition by Roberto Bombacigno).
- G. Reale, Autotestimonianze e rimandi dei dialoghi di Platone alle "dottrine non scritte", Bompiani, Milano 2008 ISBN 978-88-452-6027-8.
- G. Reale, Per una nuova interpretazione di Platone, Vita e Pensiero, Milano 2003.
- D. Roochnik, The Tragedy of Reason. Toward a Platonic conception of logos, Routledge, New York 1990.
- G. Salmeri, Il discorso e la visione. I limiti della ragione in Platone, Studium, Roma 1999.
- D. Sperduto, L'imitazione dell'eterno. Implicazioni etiche della concezione del tempo immagine dell'eternità da Platone a Campanella, Schena, Fasano 1998.
- A.E. Taylor, Platone. L'uomo e l'opera, trad. it., La Nuova Italia, Firenze 1968.
- F. Trabattoni, Platone, Carocci, 2009.
- F. Trabattoni, Attualità di Platone, Vita e Pensiero, Milano 2009.
- "Platone" in AA.VV., Dialoghi oltre il tempo e lo spazio. Il convivio impossibile dei grandi della filosofia, Laterza, 2024.
- S. Tsitsiridis, Platons Menexenos. Einleitung, Text und Kommentar, (Beiträge zurAltertumskunde 107) Stuttgart/Leipzig 1998. ISBN 3-519-07656-X.
- M. Vegetti, Quindici lezioni su Platone, Einaudi, Torino 2003.
- R. Velardi, "Enthousiasmòs". Possessione rituale e teoria della comunicazione poetica di Platone, Roma 1989.
- C. J. de Vogel, Ripensando Platone e il platonismo, Vita e Pensiero, Milano 1990.
- (DE) Ulrich von Wilamowitz-Moellendorff, Platon, Berlino, Weidmann, 1919, ISBN non esistente. URL consultato il 25 maggio 2015.

### Antiche vite di Platone. Edizioni e traduzioni
- I frammenti di Filodemo di Gadara, Academicorum philosophorum index Herculanensis, (I secolo a.C.), edizione, traduzione e commento a cura di Tiziano Dorandi in: Filodemo, Storia dei filosofi [.] Platone e l’Accademia (PHerc. 1021 e 164), Napoli Bibliopolis 1991, pp. 186–187.
- Apuleio, De Platone et dogmate eius, (II secolo d.C.), Libro I, I, 180-IV, 189, testo latino e traduzione di Emanuele Vimercati, Apuleio, Platone e la sua dottrina, in: Medioplatonici. Opere, Frammenti, Testimonianze, Milano, Bompiani 2015, pp. 954–959.
- Diogene Laerzio, Vite e dottrine dei più celebri filosofi, (III secolo d.C.), Libro III, 1-49, testo greco e traduzione di Giovanni Reale, Milano, Bompiani, 2005, pp. 308–348.
- Olimpiodoro il Giovane, In Platonis Alcibiadem commentaria (VI secolo d.C.) Libro I, 1,13–3,2, testo greco e traduzione di Francesca Filippi, Olimpiodoro d’Alessandria. Tutti i Commentari a Platone, Sankt Augustin: Academia Verlag, 2017, Vol. I, pp. 64–68.
- Autore anonimo: Vitae philosophorum: Platonis (VI secolo d.C.), in Anton Westermann, Biographoi. Vitarum scriptores Graeci minores (1845, pp. 388–396), traduzione di Anna Motta in: [Anonimo], Prolegomeni alla filosofia di Platone, Roma, Armando editore 2014.
- La biografia nella Suda (X secolo d.C.) basata su Eschio di Mileto,  Onomatologos, edizione a cura di Ada Adler, Suidae Lexicon, I-V. Lipsiae: B. G. Teubneri, 1928-1938, Platon, IV 141.16-17, disponibile (testo greco e traduzione inglese) sul sito Suda On Line.

### Film su Platone
- Socrate, regia di Roberto Rossellini (1971) - Il film, ripercorrendo la vita del filosofo, trae spunto dai maggiori dialoghi di Platone, quali Simposio, Fedone, Critone e Apologia
- Il banchetto di Platone, regia di Marco Ferreri (1988) - La pellicola ripropone la celebre conversazione riportata nel dialogo platonico Simposio su Eros tenuta da alcuni filosofi, tra i quali Socrate.

### I dialoghi di Platone a teatro
La compagnia Carlo Rivolta ha portato in scena dal 1985 a oggi alcuni dialoghi platonici: Apologia di Socrate, Critone, Fedone, Simposio e Fedro
La Compagnia del Sole ha portato in scena il Menone.